# Snowboard

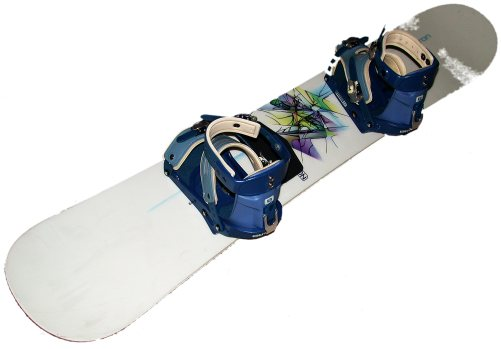
Snowboard mit Soft-Bindung (1990er Jahre)

Ein Snowboard (englisch Schneebrett) ist ein Wintersportgerät in Form eines Brettes, um damit auf Schnee zu fahren. Der Fahrer steht seitlich zur Fahrtrichtung auf dem Brett. Seit 1998 ist Snowboarden in mehreren Disziplinen olympisch.

## Geschichte

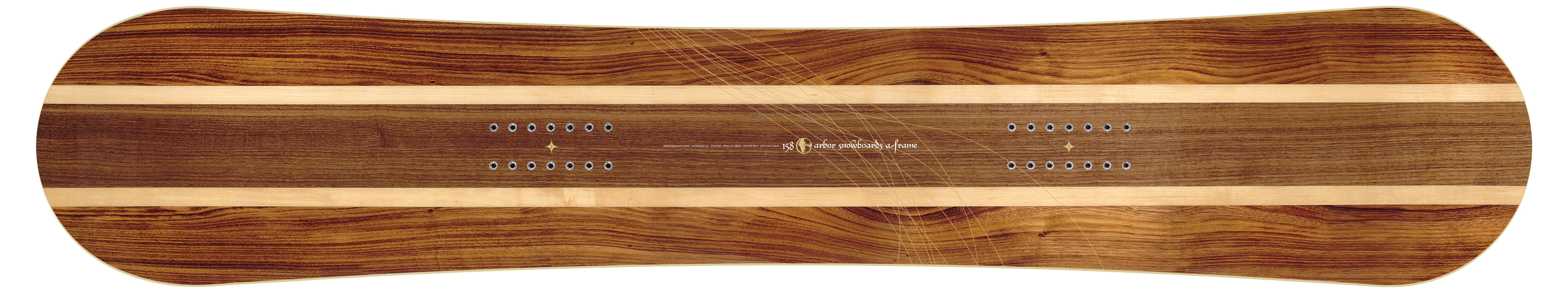
Freeride Board

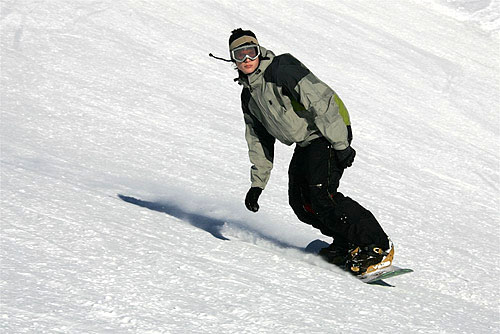
Snowboardfahrer am Hang

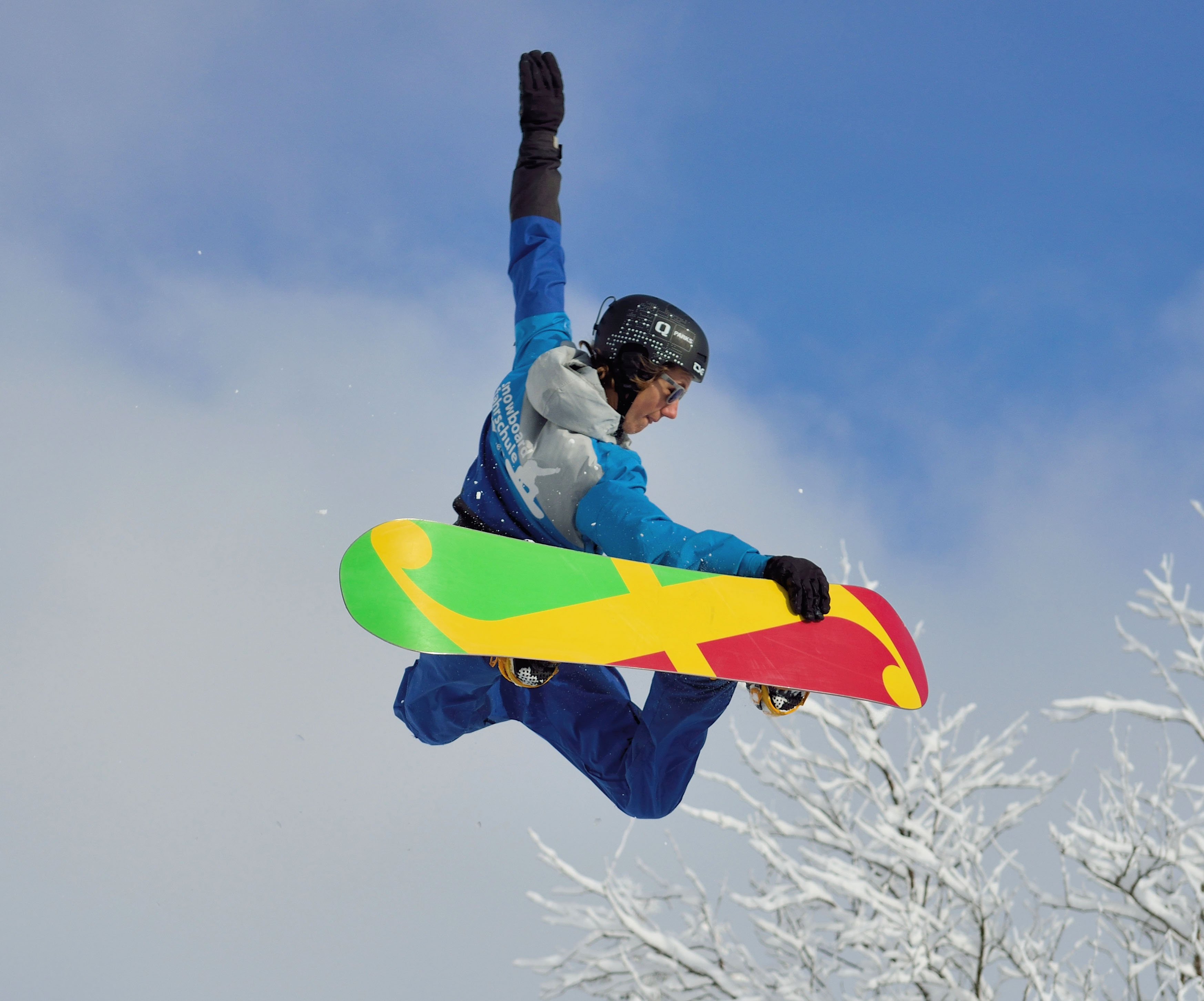
Snowboarder während der Sprungphase

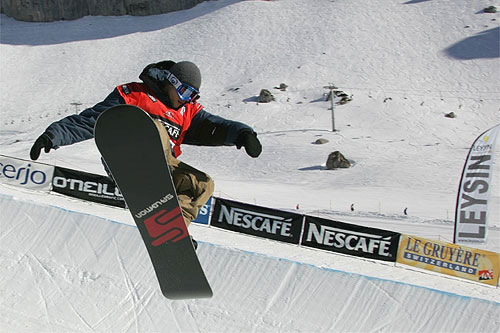
Snowboarder in der Halfpipe

### Vorgeschichte (1900–1963)
1900 erfand der Österreicher Toni Lenhardt mit dem Monogleiter einen Vorläufer des Snowboards. Er war damit derart erfolgreich, dass ab 1914 in Bruck an der Mur Monogleiterwettbewerbe veranstaltet wurden. Es heißt, dass sich der US-Amerikaner Jack Burchett 1929 als erster Gedanken darüber machte, wie man aus Spanplatten, Pferdezügeln und Wäscheleinen eine fahrbare Unterlage bastelt, die Tauglichkeit für Schnee besaß. Seine Idee war aber rein privat und erreichte nie den Markt. Die gedanklichen Wurzeln des Snowboardens liegen im Surfen. Der Wellenreiter Sherman Poppen und der spätere Skateboardweltmeister Tom Sims (beide aus den USA) experimentierten 1963 mit alten Türen und großen Holzbrettern, auf denen sie Laschen montierten, um so das Surf-Feeling auf Schnee zu rekonstruieren. Poppen entwickelte den Snurfer und der Achtklässler Tom Sims 1963 das als Schulprojekt gebaute „Skiboard“, das als eines der Ur-Snowboards gilt.

### Entwicklung des Snowboards (1970–1985)
Dimitrije Milovich, ein begeisterter Surfer, brachte 1970 erstmals Stahlkanten als zusätzliche Stabilisatoren an den Seiten des Bretts an. Die Technik war jedoch im Gebrauchsalltag zu jener Zeit nicht hilfreich und wurde daher bald wieder verworfen. Zwei Jahre später entwickelte Jake Burton das Prinzip der Bindung entscheidend weiter, indem er verstellbare Gummiriemen als Fußschlaufen und Antirutschflächen auf das Board montierte, um so die Standsicherheit zu erhöhen.
Milovich nahm 1974 in Utah die Produktion von Snowboards mit dem Namen Winterstick auf (Firmengründung 1976, also zeitgleich mit Sims und ein Jahr früher als Burton). Die Modelle waren den heutigen zwar noch fern, doch entwickelte er Boards mit patentiertem Swallowtail (Schwalbenschwanz), um eine bessere Drehfreudigkeit zu erreichen, wie auch Boards mit einer Lauffläche aus P-Tex. Die Stahlkanten seiner früheren Boards verschwanden wieder. Tom Sims sagte über ihn: Dimitrije probably was the first to actually build a rideable modern snowboard. Auch Mike Olsen, der später die Firmen Gnu und Lib Tech gründen sollte, begann damit, Boards in seiner Garage herzustellen. 1977 produzierte Burton als erster eine Kleinserie seiner eigenen Board-Kreation. Mit 88 $ setzte er den Preis jedoch zu hoch an, so dass sein Produkt zu diesem Zeitpunkt kein kommerzieller Erfolg wurde.
Im selben Jahr mieteten Jake Burton und Dimitrije Milovich einen kleinen Stand auf der „Snow Sports Industry Show“ (SIA Show), die als wichtige Messe für Sportgeschäfte gilt. Ihr einziger Erfolg war es, verschiedene Vertriebe auf ihre Produkte aufmerksam zu machen, verkaufen konnten sie kein einziges ihrer Boards. Im selben Jahr entwickelte Tom Sims ein Board mit verleimten Holzschichten. Dieses Brett verkaufte sich viel besser, da es mit weniger Arbeitsaufwand gebaut werden konnte. Dadurch sank der Verkaufspreis etwa um die Hälfte, also etwa auf 40 $. Das Problem im Verkauf war vor allem, dass damals die Snowboarder in den Skigebieten und an den Liften noch nicht gern gesehene Gäste waren. So waren sie gezwungen, die Hänge hinauf zu steigen oder nachts auf den präparierten Pisten zu fahren. So waren die Snurfer bis 1985 in nur sieben Prozent aller US-amerikanischen Skigebiete willkommen.
Burton, Sims und Winterstick benutzten 1980 so genannte P-Tex-Beläge für ihre Snowboards und integrierten somit erstmals Technologien aus der Skiindustrie. Diese Entwicklung war den bisherigen „Snurfern“ weit voraus und ermöglichte bessere Kontrolle und neue Fahrmanöver. Auch in Europa wurden erstmals Boards produziert, doch waren jene aus den USA weiterentwickelt und wurden teuer nach Europa importiert. Dennoch bekam Winterstick noch im selben Jahr große finanzielle Probleme und musste sich 1982 aus dem Geschäft zurückziehen. Gregory Stump und Warren Miller produzieren die ersten Snowboardfilme und verschaffen dem Sport öffentliche Aufmerksamkeit. Chuck Barfoot, der seit 1978 für Tom Sims verschiedene Bretter designt hatte (Skateboards, Surfboards und Snowboards), machte sich 1981 selbstständig, gründete Barfoot und experimentierte mit verschiedenen Konstruktionstechnologien. Auch fand in diesem Jahr in kleinem Rahmen der erste Wettbewerb in Leadville, Colorado statt. In späteren Zeiten waren dann die meisten Snowboards wieder mit Stahlkanten ausgerüstet.
1981 findet in Colorado das erste richtige Snowboardrennen statt und wird als Weltmeisterschaft bezeichnet. Der Gewinner dieses Slalomrennens ist Tom Sims. Paul Graves organisierte 1982 die erste nationale Snowsurfing-Meisterschaft in Suicide Six im Bundesstaat Vermont, die aus Slalom und Abfahrt bestand, wobei die Abfahrt über eine vereiste und steile Strecke namens The Face ging. Erstmals traten dabei 125 Snowboarder aus ganz Amerika gegeneinander an, unter anderem die Rivalen Jake Burton und Tom Sims. Sims gewann den Abfahrt-, der Burtonfahrer Doug Bouton den Slalomwettbewerb. Dieses Ereignis weckte das Interesse der Medien und Snowboarden war erstmals ein Thema landesweiter Berichterstattung. Die Konkurrenten Sims und Burton organisierten 1983 in ihren Heimatorten offizielle Meisterschaften. Sims World Snowboard Championships am Lake Tahoe führte erstmals die Halfpipe als Wettbewerbsdisziplin ein und wurde insbesondere vom Burton Team boykottiert, da dieses Freestyle nicht als Snowboarddisziplin akzeptieren wollte. (1979 soll Mark Anolik hinter dem Müllplatz von Tahoe City die erste (Natur-)Halfpipe entdeckt haben, als er einen Platz zum Snowboarden suchte.) In Europa war die Monschter Musig Trophy in Adelboden im April 1983 einer der ersten Snowboardrennen. Die erste Europameisterschaft im Alpin Surfen war im Juli 1985 im Schnalstal, organisiert von Fuzzy Garhammer. Gewinner in der Kategorie Monosurf, in der nur Schweizer vertreten waren und bei der es über eine Art Boarder Cross Parcours ging, war José Fernandes auf einem Sims-Snowboard.
1980 bestellte der Schweizer Paul Gruber, der spätere Mitgründer von Crazy Banana und RAD AIR, direkt bei Burton ein Snowboard, welches laut Jake Burton Carpenter das erste Burtonboard war, das außerhalb Amerikas verschickt wurde. Gruber stellte das Snowboard Anfang 1982 in der Fernsehsendung Karussell vor und machte so den neuen Sport einer breiten Öffentlichkeit bekannt. Ebenfalls 1982 lud der Marketingchef des Skigebietes Les Arcs, Alain Gaimard, Teamfahrer von Winterstick nach Frankreich ein. Der Skiprofi Régis Rolland beobachtete die amerikanischen Snowboarder und kaufte sich ein Winterstick-Snowboard. Ein Jahr später drehte er unter der Regie von Didier Lafond den Film Apocalypse Snow (25 Minuten, siehe Weblinks), der das Snowboarden in Europa erstmals größeren Kreisen bekannt machte und in dem Rolland permanent von Monoskifahrern verfolgt wird. Aufgrund des großen Erfolgs, wurden 1984 und 1986 zwei weitere Teile gedreht. Einer der ersten Europäischen Snowboardfirmen, Pogo-Snowboards, entwickelte 1983 ein Snowboard mit Stahlkanten und verwendete aufgeschnittene Skischuhschalen als Bindung (ein Vorläufer der späteren Softbindung). Der Schweizer Peter Fässler baute ab 1982 Snowboards und ab 1984 für den bisherigen Skateboard- und Surfbretthersteller Hooger Booger, die im selben Jahr erstmals Race-Boards mit asymmetrischer Taillierung vorstellten. Fässler baute auch Fritschi-Tourenbindungen zu Snowboard-Plattenbindungen um, um mit Tourenskischuhen Snowboard fahren zu können. Im Auftrag von Hooger Booger baute Fritschi dann die erste Plattenbindung und Raichle den ersten Hardboot, ein nur leicht abgeänderter Tourenskistiefel aus ihrem Programm. In Stratton Mountain (USA) entwickelte man etwa zur selben Zeit die ersten speziellen Snowboard-Schuhe, die später als Softboots typisiert wurden. Zuvor fuhr man in Moonboots oder in Wanderschuhen.
1985 brachte der James Bond Film Im Angesicht des Todes dem Snowboardsport größere Popularität. In einer Szene entkommt Bond einem sowjetischen Agenten, indem er mit einem behelfsmäßigen Snowboard (aus den Trümmern eines explodierten Schneemobils) davonfährt. Das Snowboard, das für den Stunt verwendet wurde, war ein Sims-Snowboard und wurde von Gründer Tom Sims gefahren.
Burton und Sims produzierten ihre Boards ab 1985 serienmäßig mit P-Tex-Belag und Stahlkanten, womit die konstruktive Entwicklung des Surfboards zu Ende ging. Sims stellte das erste Promodell vor, das den Namen von Terry Kidwell trug und im Freestyle-Bereich erstaunliche Akzente setzte. Das Brett war auf beiden Seiten gleich abgerundet und hatte zwei gleich stark aufgebogene Enden. Im selben Jahr war auch das Geburtsjahr der Softboots – ein spezieller Schuhe, welcher den Bedürfnissen und Belastungen eines Snowboarders angepasst ist. Die ersten, die in diesem Sport Geld verdienten, waren u. a. José Fernandes, Peter Bauer, Petra Müssig, Jean Nerva, Craig Kelly und Burt Lamar.
Der Schweizer Mark Farner, der 1984 die Snowboardfirma Radical gegründet hatte, initiierte im Januar 1986 die erste Internationale Schweizer Meisterschaft in St. Moritz, bei der erstmals amerikanische Snowboardfahrer, wie Jake Burton und Tom Sims mit ihren jeweiligen Teams, und europäische Fahrer aufeinander trafen. Im Riesenslalom siegte José Fernandes mit seinem Hooger-Booger-Board mit neuartiger Plattenbindung vor dem Burton-Profifahrer Mark Heingartner.
Gegen 1986 schafften es auch europäische Hersteller wie Nidecker, F2 und Hooger Booger, den bis dahin bestehenden Rückstand in Technik und Entwicklung aufzuholen. Ab 1986 beginnen österreichische und schweizerische Snowboardhersteller mit einer industriellen Produktion.

### Erstabfahrt vom Großglockner
Am 6. Juli 1986 brachte die österreichische Tageszeitung Kurier eine Reportage über die erstmalige Abfahrt von „Schneesurfern“ vom Großglockner mit Snowboards und Swingbos:

„Nur der Glockner blieb eiskalt: Eine Handvoll kühner Burschen und eine Frau forderten den höchsten Berg Österreichs mit Surfbrettern. Aus Spaß und um die Grenzen der neuen Wintersportgeräte abzustecken […]
Zum ersten Mal graben sich Spuren von Swingbos (zwei kurze Skier, die mit einer beweglichen Steuerplatte verbunden sind), Snowboards (Surfbrettln mit Bindung) und Mono-Skier in die Gletscherflanken des Glockners.“

Die erwähnte Frau war Christine Edtbauer, die damalige vierfache österreichische Staatsmeisterin im Windsurfen. Unter den Männern waren der Kapruner „Ski Guide“ und Skischulbetreiber Eduard „Eddy“ Gruber und mit Karl-Heinz Jeller der Autor der Kurier-Reportage. Trotz einer Woche intensiven Trainings mit dem Gerät brach letzterer, angesichts der vielen Eisspalten, bereits am Fuße des Glockners frühzeitig seinen Versuch ab mit dem Swingbo abzufahren und stieg „schleunigst auf die traditioneller[en] Ski um“.
Zu dem Zeitpunkt waren die Snowboards in Österreich offensichtlich noch nicht auf dem Markt:

„Schon kommende Wintersaison [1986/87] bringen die Kapruner Ski Guides diese ‚unheimlichen‘ Snowboards auf den Markt. ‚Den Swingbos sind sie im Tiefschnee überlegen‘, sagt Eddy Gruber, der Chef der Guides. […]
Das Schneesurfen, so hoffen die Mannen um Gruber, wird gerade junge Wintergäste faszinieren und wieder nach Österreich holen.“

Nach weiteren Aussagen Grubers zur damaligen Situation mit Boards auf Liften wird er zitiert mit:

„Ansonsten ist er [Gruber] sicher: ‚Dieser Sport wird sich ausbreiten wie ein Seuche. Einfach deshalb, weil er Spaß macht.‘“

### Aufstieg (seit 1987)

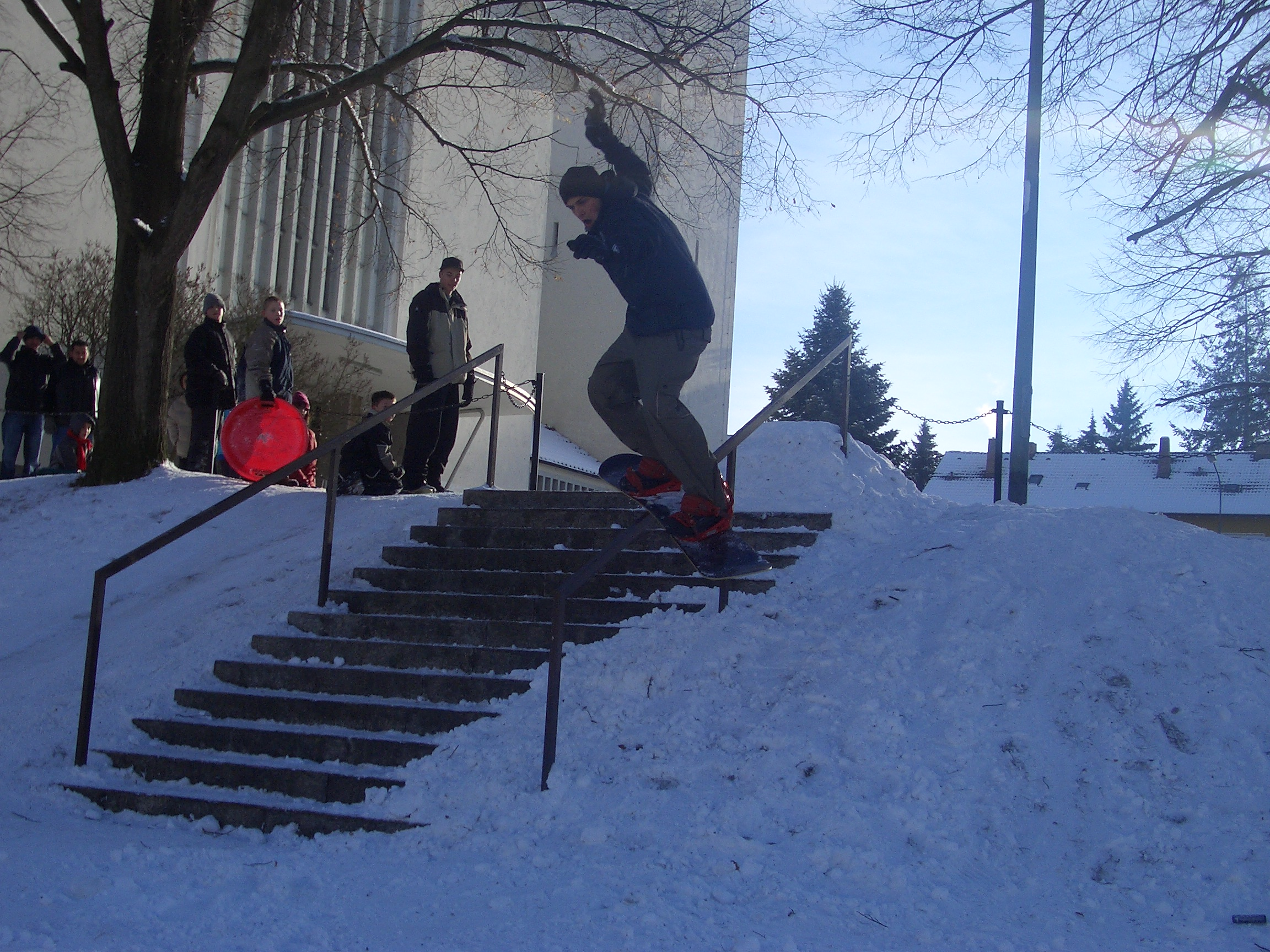
Backside boardslide

1987 fand in Livigno und St. Moritz die erste Snowboard-Weltmeisterschaft auf europäischem Boden statt. 1988 fanden drei Weltmeisterschaften statt, eine in Ennsdorf (Österreich), eine in Livigno (Italien) und die dritte in Breckenridge (USA). Da das Snowboarden immer mehr Leute faszinierte und die Anzahl der Boarder sich laufend steigerte, waren die Liftbetreiber gezwungen, ihre Pisten auch für Snowboarder zu öffnen. Bei verschiedenen Wettkämpfen erhielten die Amerikaner ernsthafte Konkurrenz aus Europa. Sie hatten die Gummischlaufen, die damals als Bindungen dienten, gegen Tourenski-Bindungen getauscht und so einen Titel nach dem anderen eingefahren.
Urs Meier (Schweiz) und Earl Miller (USA) entwickelten 1989 Sicherheitsbindungen, welche die Verletzungsgefahr senken sollte, da der Sport nach wie vor eher unsicher war.
Im selben Jahr wurde die Firma DND Sportsystem Ltd in der Schweiz gegründet. Sie nahm Sims Snowboards in Lizenz und ebenso den Namen Santa Cruz, mit welchem sie unter dem Namen Santa Cruz Snowboards weltweit Snowboardartikel herstellte. DNR Sportsystem wurde innerhalb kurzer Zeit zum weltgrößten Snowboardhersteller.
Um die Disziplin wettkampftechnisch zu ordnen, wurde ebenfalls 1989 die International Snowboard Association (ISA) gegründet. Bereits im darauf folgenden Jahr wurde die ISA durch die International Snowboarding Federation (ISF) ersetzt, deren Aufgabe es war, die subkulturelle Mentalität des Sports aufrechtzuerhalten, Wettkampfkriterien zu entwickeln und auch ein internationales Ranking zu führen. Vor allem deshalb kam es 1994 nicht zu einer Angliederung an die Fédération Internationale de Ski (FIS), die reges Interesse an diesem Zusammenschluss zeigte, wahrscheinlich weil Snowboarden zu diesem Zeitpunkt die einzige alpine Disziplin war, die im Reglement nicht an die FIS gebunden war und sich gleichzeitig großer Beliebtheit erfreute.
Die Wintersportgebiete passten sich langsam den Snowboardern an und akzeptierten die neue Nutzung der Pisten. So wurden auch vermehrt Pistenfahrzeuge mit speziellen Vorrichtungen für den Bau von Halfpipes versehen. In den Sportgeschäften wurden erstmals extra Service-Maschinen für Snowboards geschaffen. Die Zulassung von Snowboarden an Olympischen Spielen wurde 1994 zum Gesprächsthema und Diskussionsgrundlage für die bevorstehenden Austragungen, jedoch auf Basis der FIS-Regeln. In Innsbruck fand im Bergisel-Stadion der erste Air-&-Style-Contest statt, an dem der Straight Jump als Freestyle-Disziplin eingeführt wurde. Der Wettbewerb sollte später zu einem der wichtigsten Ereignisse im Snowboard-Freestyle-Bereich werden.

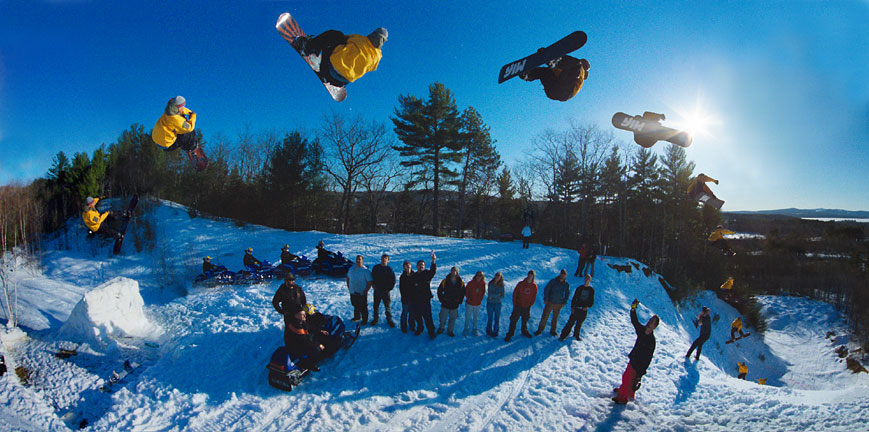
Ein Snowboarder bei einem „Tow-In“ Straight Jump

Das Internationale Olympische Komitee (IOC) beschloss 1995, Snowboarden erstmals in Nagano 1998 in das Wettkampfprogramm aufzunehmen. Halfpipe und Riesenslalom waren für Snowboarder nun olympische Disziplinen. 1996 entstand neben den Disziplinen Freestyle (Halfpipe, Quarterpipe, Straight Jump etc.), Slalom und Giant-Slalom eine neue Wettkampfform, der Boardercross. Hierbei starten mehrere Boarder gleichzeitig in einen Parcours mit Sprüngen, Buckeln und Steilwandkurven.

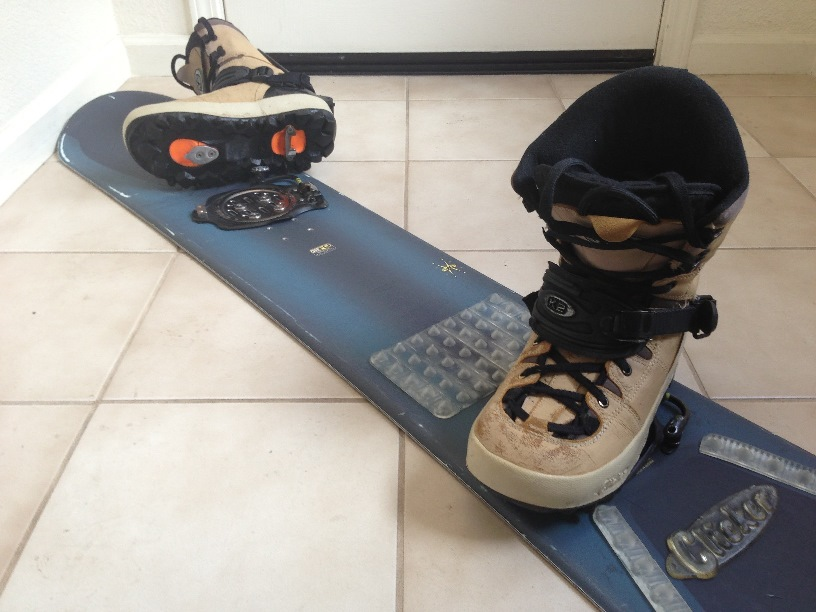
Step-in Bindung und Stiefel um das Jahr 2000 (K2 Clicker)

Die andauernde Nachfrage von Snowboards veranlasst die Hersteller, ihre Produktion zu steigern. Auch gab es bis etwa 2005 noch viele technische Neuerungen, die sich aber schließlich nicht durchsetzen konnten. In 1994 wurden Schalenbindungen (Softbindungen) ohne eine Grundplatte eingeführt. Vorteile waren die Gewichtsersparnis und der unmittelbare Kontakt zum Brett. Der Nachteil, dass die Einstellungsmöglichkeiten eingeschränkt waren, führte zu einem schnellen Verschwinden dieses Bindungstyps nach wenigen Jahren. Plattenbindungen mit einem Step-in System (also ein Einstiegsprinzip wie bei der Skibindung) wurden 1994 erstmals angeboten und ein Jahr später gab es diese auch für die Schalenbindung vom Hersteller Device. Schon im darauffolgenden Jahr zogen fast alle Hersteller nach. Teilweise mit in die Stiefel eingebauten Highbacks, kreierten die Hersteller so annähernd einen Hardboot auf einer Plattenbindung. Bis auf die 1996 eingeführte Flow-Bindung mit Heckeinstieg, nahmen Anfang der 2000er Jahre fast alle Hersteller (auch im Zuge der zurückgehenden Verkäufe) ihre Step-in Bindungen wieder vom Markt. Bei den Topfahrern wie für den Tiefschneebereich hatten sie sich ohnehin nie durchsetzen können. Erst 2017 brachte Burton erneut eine Step-in Bindung heraus (Produktname Step-on), die aufgrund eines zweistufigen Einrastsystems nun auch für einen Einstieg im Tiefschnee geeignet ist.
1997 entbrannte zwischen der ISF und der FIS ein Streit. Es ging darum, dass gemäß einem Entscheid des IOC die Fahrer, die an Olympia teilnehmen wollten, sich bei FIS-Rennen qualifizieren mussten. Die meisten Fahrer der ISF bestritten nur die Mindestzahl an FIS-Rennen, um die nötigen Punkte für Olympia zu sammeln. Bei den Spielen kam es auch gleich zum ersten Skandal, als dem Kanadier Ross Rebagliati Tetrahydrocannabinol (Marihuana) in seinem Urin nachgewiesen wurde und ihm daher seine Goldmedaille vorerst entzogen wurde. Nachdem das Rauschmittel jedoch nicht auf der Liste der verbannten Doping-Substanzen war, wurde sie ihm später wieder zurückerstattet. Getrübt wurden die Austragungen auch von der Tatsache, dass der zu diesem Zeitpunkt als Favorit gewertete Athlet Terje Håkonsen sich weigerte, an den Spielen teilzunehmen, weil er sich nicht mit den Regeln des IOC einverstanden erklären konnte. In der Szene gilt er unter anderem auch wegen dieser Entscheidung als eine prägende Leitfigur. Den Halfpipe-Wettbewerb gewann der Schweizer Gian Simmen.
Der Hype um das Snowboarden erreichte 1999 seinen tragischen Höhepunkt, als nach dem Air-&-Style-Contest im Innsbrucker Bergiselstadion fünf Menschen nach einer Massendrängelei ihr Leben verloren. Der Austragungsort wurde daraufhin verlegt und die Veranstaltung in wesentlich kleinerem Rahmen durchgeführt. In den 1990ern war der Snowboardmarkt der am schnellsten wachsende Markt im Sportbereich, mit bis zu 68 Prozent Wachstum pro Saison. Man konnte daher in dieser Zeit eine massive Fluktuation an Herstellern beobachten, von denen sich allerdings nur wenige etablieren konnten.
Im Jahr 2002 musste die ISF Konkurs anmelden, Grund dafür war unter anderem sicherlich auch die FIS, die dem Verband die Arbeit auf finanzieller, wie auch politischer Basis erschwerte. Sämtliche Aufgaben, Bewerbe und Reglements werden daher von der FIS übernommen. Noch im selben Jahr wurde die World Snowboarding Federation mit neuem Kalender (von der Ticket to Ride World Snowboard Tour organisiert) ins Leben gerufen.
Heute ist Snowboarden ein Breitensport, der von einer kleinen „Glaubensgemeinschaft“ auf Millionen Anhänger angewachsen ist. Skigebiete haben diesen Trend schon seit einiger Zeit erkannt und investierten große Summen in die Anpassung ihrer Pisten (oder zumindest Teile davon) an die Bedürfnisse der Snowboarder. So genannte „Fun Parks“ sind mittlerweile in jedem größeren Skigebiet zu finden; sie enthalten meist Rails, Halfpipes, Quarterpipes, Ramps, Cornerjumps, Straight Jumps und ähnliches. Dadurch hat sich der Sport in seiner Professionalität entwickelt und ließ die Konkurrenz in allen seinen Disziplinen kontinuierlich wachsen.

### Verkaufszahlen
In der Wintersaison 1991/92 wurden weltweit rund 290.000 Snowboards verkauft, in der Saison 1994/95 waren es bereits 554.000 (zu 4,6 Millionen Alpinski). In der Saison 1995/96 fuhren weltweit 4,9 Millionen Snowboard, gegenüber 50 Millionen Alpinskifahrern.
Laut einer Erhebung des Deutschen Snowboard Dachverbandes (DSDV) fuhren im Winter 1993/94 80.000 bis 90.000 Deutsche Snowboard. Im Winter 1997/98 waren es bereits geschätzte 600.000 gegenüber rund fünf Millionen Alpinskifahrer. Die European Snowboard Industry Federation verzeichnete im Februar 1998 folgende verkaufte Stückzahlen an Snowboards in Deutschland und in den vergangenen zehn Jahren:
| Saison  | Verkauf in Stück    |
| ------- | ------------------- |
| 1988/89 | 017.000             |
| 1989/90 | 09.000              |
| 1990/91 | 018.000             |
| 1991/92 | 025.000–30.000      |
| 1992/93 | 030.000–35.000      |
| 1993/94 | 045.000–50.000      |
| 1994/95 | 0ca. 50.000         |
| 1995/96 | 0ca. 80.000         |
| 1996/97 | 070.000             |
| 1997/98 | 0ca. 75.000         |
| 1998/99 | 065.000 (geschätzt) |

In Europa war die Spitze der verkauften Snowboards um die Jahrtausendwende erreicht, mit stetigem Abfall in den Jahren danach. In der Saison 2005/06 wurden in Europa noch 453.480 Snowboards verkauft, fünf Jahre später waren es nur noch 340.857 Stück. Heute liegen die Verkaufszahlen in Europa etwa auf dem Niveau wie Anfang der 1990er Jahre. In den USA wurden die höchsten Verkaufszahlen dagegen erst in der Saison 2008/2009 erzielt (über 450.000 Einheiten), mit einem stetigen Abfall in den darauffolgenden Jahren. Ab der Jahrtausendwende sind allerdings in Europa auch die Skiverkäufe kontinuierlich rückläufig und in etwa prozentual gleichbleibend zu den Verkaufszahlen bei den Snowboards. Seit der Saison 2016/17 steigen die weltweiten Verkaufszahlen von Snowboards wieder leicht an.
In der Saison 2019/20 wurden weltweit 700.000 Snowboards verkauft und 3,7 Millionen Alpinski, in der Saison 2022/23 waren es 800.000 zu 3,5 Millionen. In den USA fahren mit 7,56 Millionen Snowboarder zu 14,94 Millionen Skifahrer (Stand 2022) prozentual deutlich mehr Wintersportler Snowboard als in Europa. In Deutschland sind es laut dem DSV 7,39 Millionen alpine Skifahrer zu 1,98 Millionen Snowboarder.
Der Verkauf von Alpin- und Raceboards, die mit Plattenbindung und Hardboot gefahren werden, existierte in wesentlichen Stückzahlen nur in den 1990er Jahren. Der Marktführer Burton nahm Anfang des neuen Jahrtausends diese Sparte aus seinem Programm.
Ein Anhaltspunkt zu den Verkaufszahlen sind auch die Preisgelder, die meist von den Herstellern gezahlt werden. Laut einer Aussage aus 2021 von Terje Håkonsen, wurden 1998 die höchsten Preisgelder bei Snowboard-Wettbewerben vergeben, danach gingen sie zurück.

### Legenden des Sports
Herausragende Snowboarder, die diesen Sport nachhaltig beeinflussten und bei Wettbewerben besonders oft erfolgreich waren, waren in den 1970er Jahren Tom Sims und Jake Burton Carpenter, in den 1980er Jahren Terry Kidwell und Craig Kelly, in den 1990er Jahren war es Terje Håkonsen und in den 2000er Jahren Shaun White. In den 2010er Jahren gab es nicht den einen besonders herausragenden und beeinflussenden Sportler.

## Aufbau heutiger Snowboards
Hersteller unterscheiden grundsätzlich zwischen Freestyle-, Freeride-, Carving- und Raceboards. Die Kategorien sind dabei nicht fest voneinander getrennt, sondern gehen ineinander über. Vereinfacht lässt sich sagen, dass ein Board umso laufruhiger und weniger drehfreudig ist, je länger es ist. Somit sind Abfahrtsboards grundsätzlich länger als Freestyleboards. Eine Sonderstellung bei den Snowboards nimmt das Splitboard (teilbares Tourensnowboard) ein.
Im Allgemeinen ist ein Snowboard zwischen 1 und 1,8 Meter lang und hat einen Kern aus Holz, Schaumstoff oder einer wabenartigen Aluminiumkonstruktion. Das vorherrschende Material ist nach wie vor Holz, dabei werden auch oft verschiedene Holzarten mit unterschiedlichen Eigenschaften kombiniert. Streifen aus einem stabileren Holz, in die auch oftmals die Bohrungen für die Bindungen gesetzt werden, werden als Stringer bezeichnet. Einige Hersteller verwenden inzwischen auch kohlenstofffaserverstärkten Kunststoff (Carbon, Kohlefaser, CfK), glasfaserverstärkten Kunststoff (Fiberglas) und ähnliche Materialien, die mehr Stabilität bieten sollen. Mittlerweile gibt es auch Snowboards für Kinder, die entsprechend kleinere Abmessungen haben. Auf der Unterseite befindet sich der Fahrbelag, der aus verschiedenen Materialien bestehen kann und die Wachsaufnahme und damit die Gleiteigenschaften verbessert. Die taillierten Bretter sind an den Seiten mit Stahlkanten versehen, um den Halt auf harter Piste und damit Kurvenfahren zu ermöglichen. Des Weiteren gibt es so genannte Parkboards ohne Kanten, die ausschließlich für den Fun Park konstruiert sind. Auf der Oberseite sind zwei Snowboard-Bindungen montiert, um die Snowboard-Schuhe auf dem Brett zu fixieren. Man unterscheidet dabei zwischen Platten- und Softbindungen und zwischen Step-In- und Semi-Step-In-Bindungen.
Vergleichbare Boards auf Rollen nennt man Freeboard. Das Fahren auf Sand statt auf Schnee wird als Sandboarding bezeichnet. Ebenfalls auf nur einem Brett bewegen sich Monoskifahrer und Skwalfahrer, die Körperhaltung ist hier jedoch anders.

### Materialien des Kerns
Folgende Materialien werden für den Kern von Snowboards verwendet:
- Kunststoff-Kern
- Holz-Kern
- Aluminium-Wabe
- Kohlefaser-Kevlar-Verbindung

### Belag der Laufflächen
Der Fahrbelag (oder auch Base) ist ein wichtiger Bestandteil des Snowboards und muss hohe Gleitfähigkeit haben. Inzwischen gibt es verschiedene Arten, die außer der nötigen Glätte auch robust (gegen Kratzer) und pflegeleicht (möglichst einfaches Wachsen) sein sollen. Doch lassen sich nicht alle Eigenschaften perfekt vereinen. Ein robuster und besonders gleitfähiger Belag muss öfter gewachst werden als ein weicherer Belag.

#### Extrudierter Belag
Beim extrudierten Belag wird Polyethylengranulat verflüssigt und durch eine breite Düse auf die gewünschte Breite und Dicke gebracht und anschließend auf dem Board verklebt.

#### Gesinterter Belag
Polyethylenpulver wird verflüssigt und zu einem zylindrischen Block zusammengepresst, von dem dann der Belag abgeschält wird. Dieser Belag ist dann sehr abreißfest, hat eine hohe Gleitfähigkeit und nimmt Heißwachs auch sehr gut auf.

#### Graphitbelag
Graphitbelag ist ein Polyethylenbelag mit einem Rußanteil von 15 Prozent, der diesen leitfähig macht und dadurch eine statische Aufladung verhindert. Dadurch kann kein Schmutz angezogen werden, der die Gleitfähigkeit vermindert.

## Standposition (Regular/Goofy)

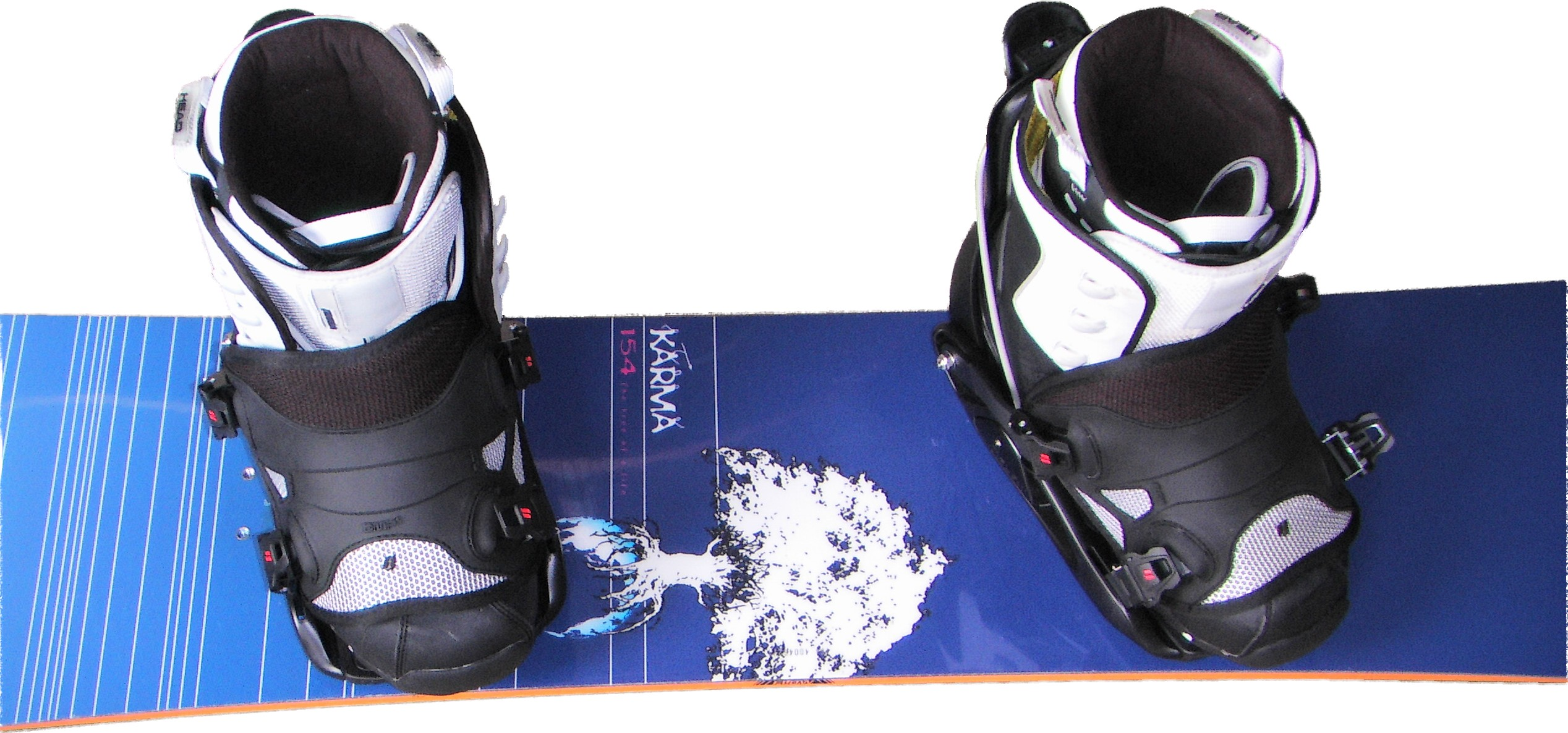
Standposition regular, Bindungswinkel 30°/15°

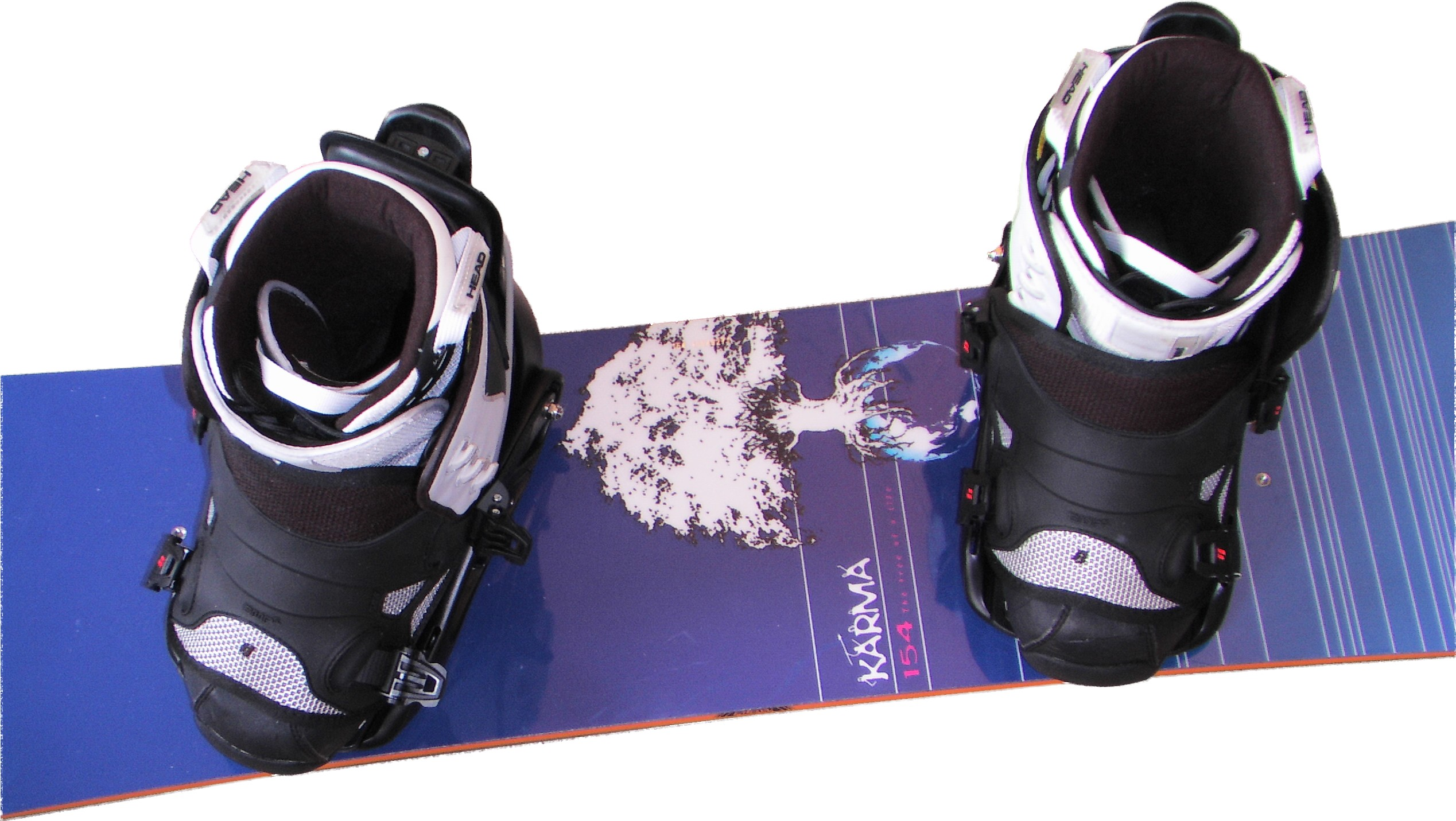
Standposition goofy, Bindungswinkel 30°/15°

Grundsätzlich existieren zwei unterschiedliche Standpositionen (Körperhaltungen) auf dem Snowboard, abhängig davon ob der linke („regular“) oder der rechte („goofy“) Fuß in Fahrtrichtung vorne steht. Ob ein Snowboarder nun „regular“ oder „goofy“ fährt, ist allein von subjektiven Präferenzen abhängig. Unklar ist, wodurch die Präferenz für eine der Standpositionen entsteht und wie sie eindeutig zu bestimmen ist. Die Erfahrung zeigt, dass weder das stärkere Bein noch die Händigkeit der Person ausschlaggebend ist. Auch diverse „motorische Tests“ wie z. B. das beidbeinige Rutschen auf Eisflächen, die Fußstellung beim Roller-, Skateboard- oder Bergabfahren auf dem Rad (stehende Position, ein Pedal vorne, eins hinten), beim Boxen oder beim Benutzen einer Schaufel geben keine zuverlässigen Hinweise darauf, ob goofy oder regular die bevorzugte Standposition ist. Vieles spricht demnach dafür, dass jene Position, welche in den ersten Phasen des Erlernens vorgegeben oder als die komfortablere erfahren wird, auch dauerhaft die bevorzugte Standposition des Snowboarders bleiben wird.
Annahmen, die Regular-Position wäre die „normale“ und die Goofy-Position die exotischere der beiden, halten sich bis heute hartnäckig, entbehren aber einer schlüssigen Begründung. Die Realität sieht hingegen eindeutiger aus, denn Snowboardfahrer verteilen sich (schon seit jeher) zu etwa gleichen Anteilen auf die Regular- beziehungsweise Goofy-Position. Andere Quellen ordnen Verteilungen von 30 („goofy“) zu 70 („regular“) den Hobbyfahrern zu, nennen aber teils umgekehrte oder ausgeglichene Verhältnisse bei Teilbereichen von professionellen Fahrern.

## Bindungswinkel

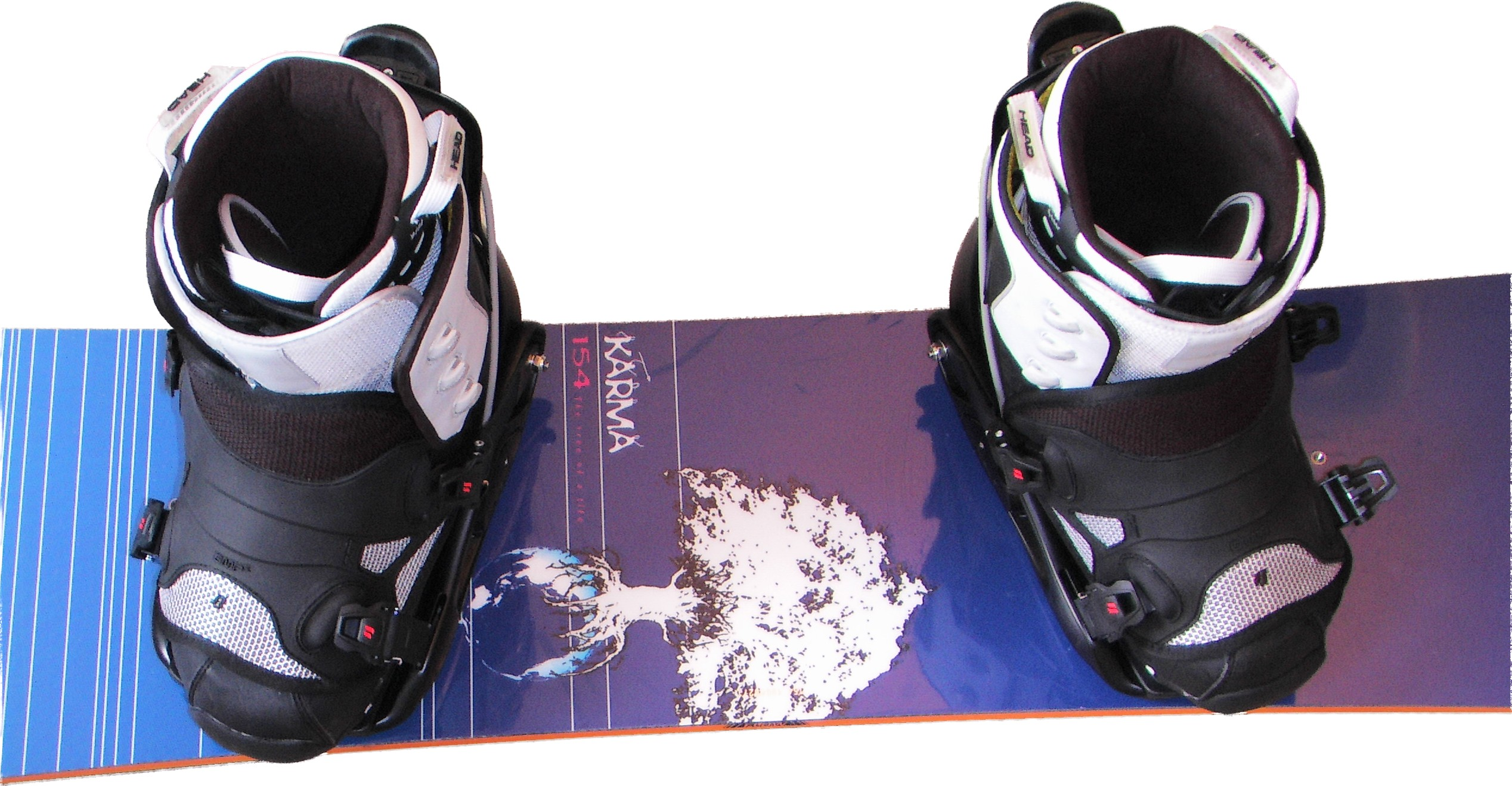
Duckstance, Bindungswinkel 15°/−15°

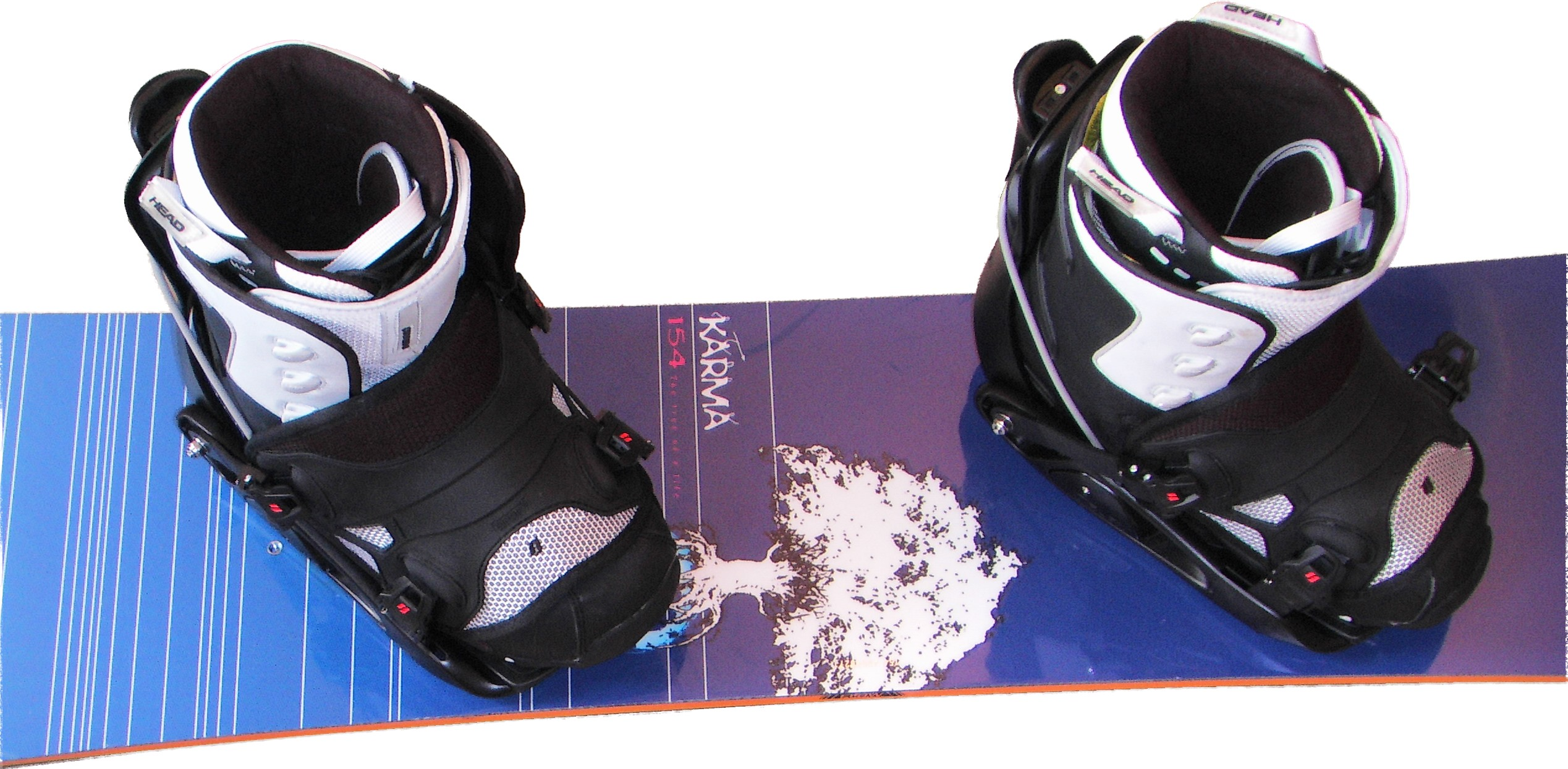
Standposition regular, Bindungswinkel 52°/45°

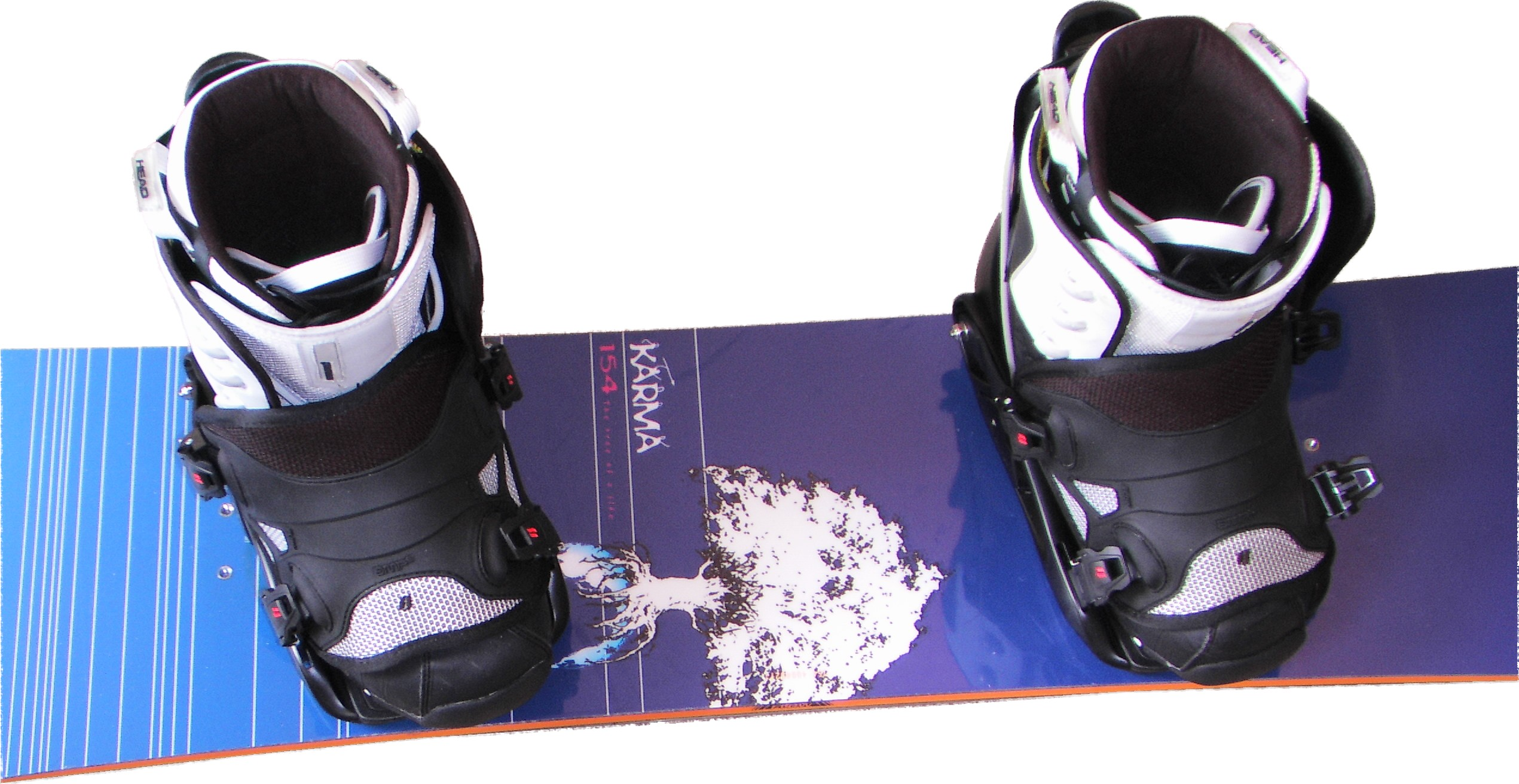
Crazyfoot, Bindungswinkel 15°/21°

Generell gibt es kein Patentrezept für den richtigen Winkel. Jeder Snowboarder muss für sich selbst die angenehmste Standposition wählen. Jedoch gibt es für jeden Fahrstil sinnvolle und weniger sinnvolle Standpositionen. Bei den Burton Snowboards und Bindungen mit dem bzw. für das Channel-System kann die Bindung gradgenau eingestellt werden, bei allen anderen Anbietern erfolgt die Verstellung in Drei-Grad-Schritten. 
Einsteigern wird heute der Neutral Stance oder der Duck Stance empfohlen. Beim Neutral Stance steht die vordere Bindung bei +12° bis +15° und die hintere bei 0°. Da man als absoluter Anfänger nur vorwärts fahren wird, ist der neutrale Stance am besten geeignet. Beim Duck Stance werden die Bindungen wie ein „V“, vorn in Fahrtrichtung und hinten gegen die Fahrtrichtung, montiert. Die Vorlage für diesen Bindungswinkel ergibt sich aus der natürlichen Fußstellung des Menschen. Empfohlen wird mit +15° vorne und −15° hinten anzufangen. Im Gegensatz zu den früher empfohlenen doppelt positiven Bindungswinkeln (beispielsweise 30°/15°), ist beim Duck Stance der Oberkörper in der Ruheposition nicht vorrotiert und das bedeutet, keine unnötige Rotation bei Boardslides zu produzieren. Das Switch- und Schrägfahren gestaltet sich ebenfalls leichter. Der Fahrer kann die Knie auch weiter anwinkeln und sich so eine kompaktere und sicherere Fahrposition schaffen. Auch fortgeschrittene Fahrer mit Freestyle-, Jib- und teilweise auch All-Mountain-Boards bevorzugen heute den Duck Stance, da so beim Springen, Landen und bei Spins (Drehungen) das Gleichgewicht zwischen Fersen- und Zehenkante leichter gehalten werden kann. Viele Snowboarder die im Duck Stance auf dem Board stehen bevorzugen am vorderen Fuß einen etwas steileren Winkel als am hinteren (beispielsweise +21°/−6°, wie ihn Peter Bauer fährt).
Freeride- und tiefschneeorientierte Snowboarder haben nach wie vor meist doppelt positive Bindungswinkel, da sie recht hohe Geschwindigkeiten erreichen und aus diesem Grund mehr in Fahrtrichtung gedreht stehen sollten als Freestyler. Auch können sie so bei Schwüngen mehr Kraft auf die Kante bringen. Ein typischer Bindungswinkel ist vorne 24°/18° und hinten 8°/4°, wie ihn Terje Håkonsen fährt.
Race-Board-orientierte Snowboarder (mit Plattenbindung und Hardboot) haben die Bindungen noch steiler eingestellt, da sie recht hohe Geschwindigkeiten erreichen und aus diesem Grund mehr in Fahrtrichtung gedreht stehen sollten als Freerider. Ein typischer Bindungswinkel für Slalom ist beispielsweise 52°/45° und für Riesenslalom zum Beispiel 57°/52°. Schmale Boards wie beispielsweise der F2 Silberpfeil erlauben aufgrund ihrer starken Taillierung oft gar keine flacheren Winkel, da sonst Fußspitzen und Fersen über das Brett hinaus stehen würden. Eine Extremstellung von 90° findet man bei Skwals.
In seltenen Fällen sieht man eine Bindungseinstellung bei welcher der hintere Fuß steiler steht als der Vordere (z. B. 15°/21°). Diese Bindungseinstellung wird gerne als Crazyfoot (aufgrund der dadurch verursachten merkwürdigen Körperhaltung) bezeichnet und resultiert einfach aus einer durch Unwissenheit falsch eingestellten Bindung.

## Boardtypen

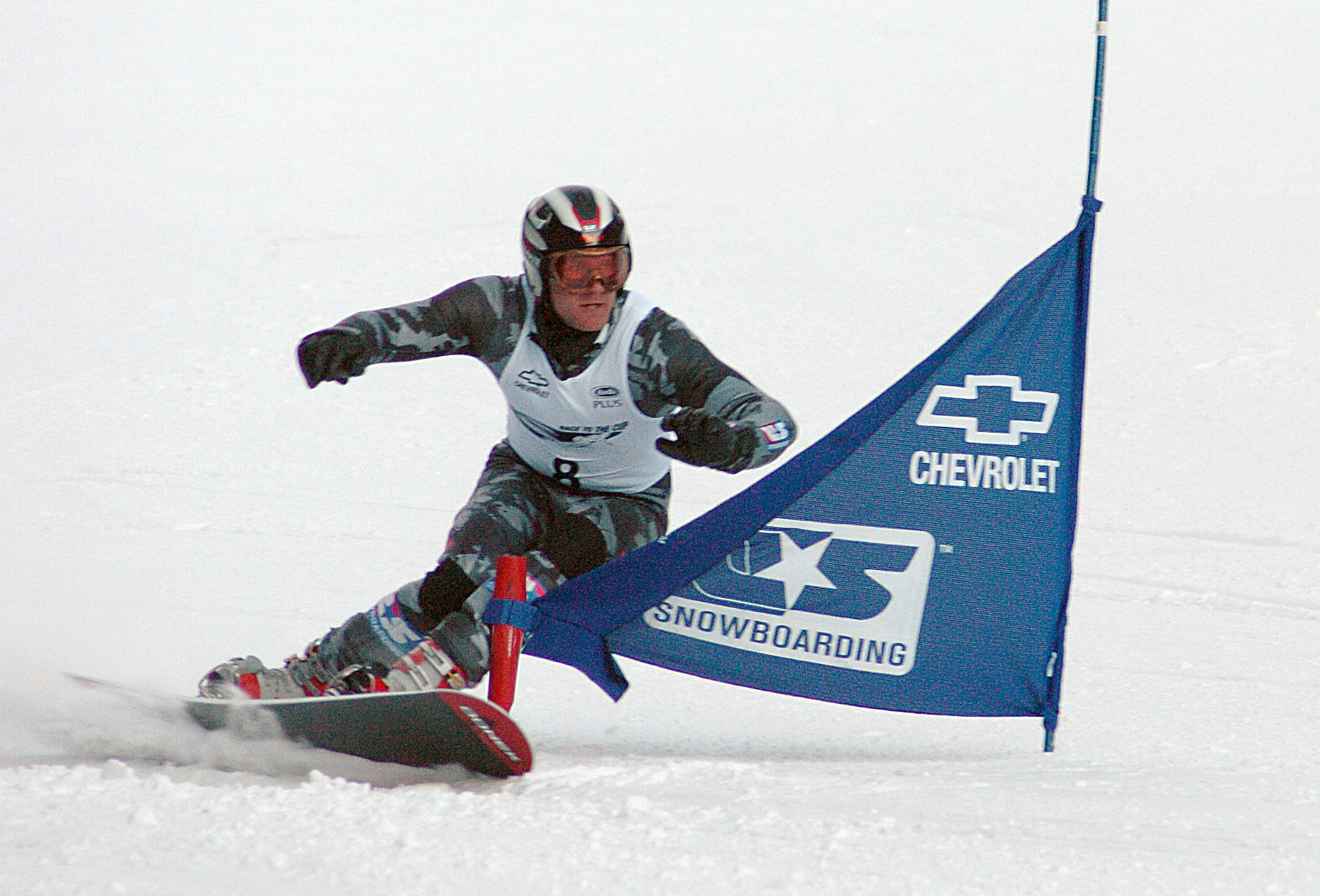
Ryan McDonald auf einem Race-Board

### Alpin-Board

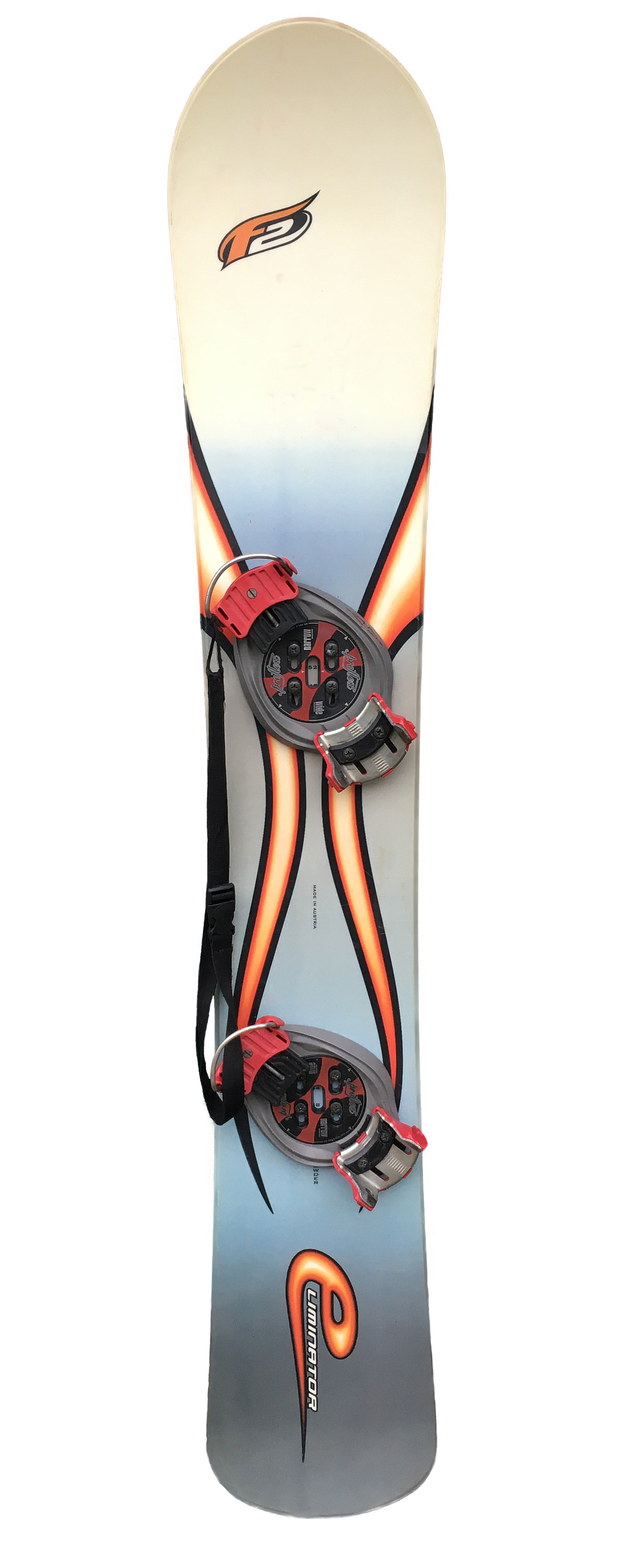
Ein Alpinboard eignet sich durch die Taillierung und die Härte bzw. Biegelinie gut zum Carven auf der Piste, hat aber im Gegensatz zum Raceboard genügend Breite für das Tiefschneefahren. Das abgebildete Board ist ein Freecarve- bzw. Boardercross-Snowboard.

Alpin-Board ist der Überbegriff, der Carving orientierte Boards von Freestyle und Freerideboards trennt. In der Regel sind das Freecarve-, Race- und Carving-Boards sowie Boardercross(BX)-Boards.

#### Race-Board
Ein Race-Board ist ein recht steifes Snowboard, das für den Einsatz in Rennen ausgelegt ist. Es hat eine flache, kurze Spitze (nose). Race-Boards sind meist länger als Freestyle- oder Freerideboards.
Slalom: 9–11 Meter Radius
Länge meist 155–165 cm (Im Weltcup meist um 165 cm mit 10–11 m Radius)
Riesenslalom: 12–17 Meter Radius
Länge meist 175–185 cm (Im Weltcup meist 185 cm mit 15–16 m Radius)
Race-Boards werden ausschließlich mit Hardboots und Plattenbindungen gefahren, um genaue Kontrolle auch bei hohen Geschwindigkeiten zu gewährleisten. Für jegliche Sprünge mit Drehungen in der Luft ist ein Race-Board vor allem aufgrund seines hohen Schwunggewichtes eher ungeeignet. Für Sprünge geradeaus, wie im Boardercross eignet sich ein Race-Board jedoch genauso gut wie ein „Softboard“.
In jüngerer Zeit werden Race-Boards ebenso weich konstruiert. Sie zeigen Merkmale von poppigen Freeridern oder Parkboards, um sie in jeder Situation flexibel zu halten.
Race-Boards von Snowboardern haben nichts mit den Raceboards von Windsurfern zu tun.

#### Carving-Board
Carving-Boards sind im Gegensatz zu Raceboards einzig und allein zum Carven, also zum Fahren auf der Kante konzipiert. Sie sind aggressiver als Raceboards zu fahren. Während Race-Boards ein Andriften von Toren ermöglichen sollen, sollen Carving-Boards - wenn einmal auf die Kante gelegt - sehr dynamisches Carven ermöglichen. Dies wird durch hohe Torsionssteifigkeit und abhängig vom Board hoher Vorspannung der Bretter erreicht. Sie sind am Heck selten abgerundet und an der Nose nicht allzu weit aufgebogen, um eine möglichst lange effektive Kantenlänge zu erreichen. Als Bindung kommt eine steife Plattenbindung zur Anwendung.
Es gibt sowohl sehr schmale Carvingboards mit nur 14–16 cm Mittelbreite, Mittelbreite Carvingboards mit 19–20 cm, sowie fürs Extremecarven breitere Carvingboards mit 21–23 cm Mittelbreite (abhängig von der Fußgröße). Natürlich gibt es auch Carvingboards die dazwischen liegen.

### Freeride-Board

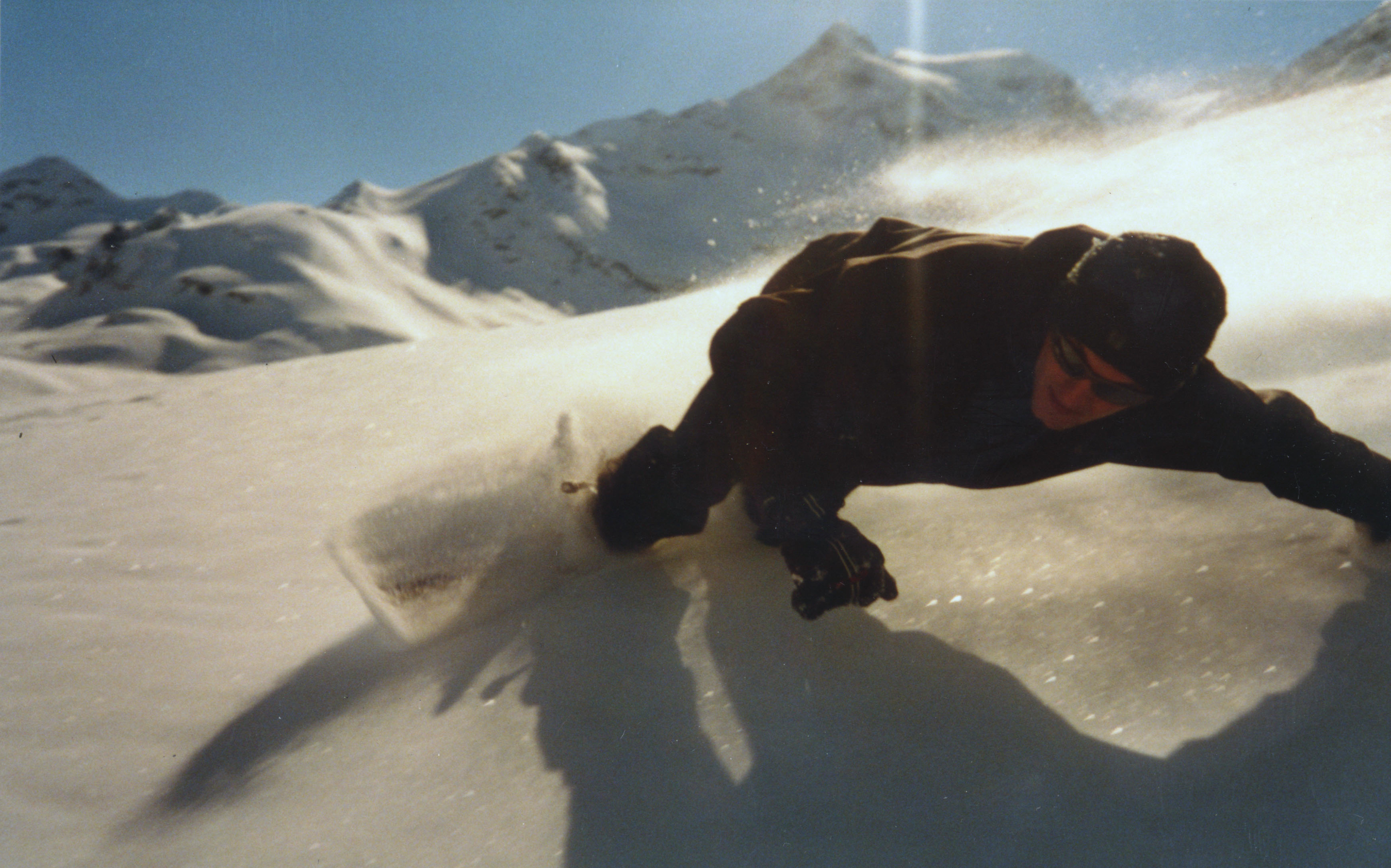
Eine Kurve mit hoher Geschwindigkeit beim Freeriding im Pulverschnee abseits der Piste. Der Boarder lehnt sich dabei wegen der Fliehkraft zum Kurveninneren.

Ein Freeride-Board ist breiter und weicher als ein Race- oder Carving-Board. Freerideboards werden fürs Freeriden deutlich länger als Freestyleboards gefahren. Es ist in erster Linie für das Tiefschneefahren gedacht. Mit dem Freerideboard lässt sich aber auch auf der Piste carven oder kleinere Tricks machen. Das Heck (englisch: tail) ist etwas aufgebogen, um Rückwärtsfahren (switch) zu ermöglichen. Freeride-Boards werden fast immer mit Softbindungen gefahren. Die Schaufel eines Freerideboards sollte lang, hoch und weich sein um viel Auftrieb im Tiefschnee zu geben. Die Bindungsposition ist für mehr Auftrieb auch stark zurückversetzt zur Boardmitte.

#### Longboard
Ein Longboard ist um einiges länger als ein Freeridebrett um viel Auftrieb im Tiefschnee zu geben.
Meist liegen solche Boards bei 2 m Länge. Die Bindungsposition ist für mehr Auftrieb auch stark zurückversetzt zur Boardmitte. Es wird meist mit Softboots gefahren.

#### Swallowtail
Eine Variante des Freerideboards sind Swallowtail (mit V-Tail) ausgestattete Freerideboards. Sie sind meist etwas breiter als Raceboards, jedoch schmaler als normale Freeride/Freestyle Boards und werden in Körpergröße oder größer gefahren. Man trifft vor allem in Expertenfreeridegebieten wie La Grave in Frankreich auf Swallowtails. Sie können mit Soft oder Hardboots gefahren werden. Die Heutigen Boards für neben der Piste haben so genannte Rocker die den Auftrieb im Schnee vereinfachen.

### Freestyle-Board
Das Freestyle-Board ist eher weich, nicht besonders lang (130–165 cm), und das Heck (engl. tail) ist mit der Spitze (engl. nose) identisch (twintip). Freestyleboards sind zum Springen, Landen und zum Rail-Fahren konstruiert. Daher ist es möglich, die Bindungen zentral auf das Brett zu montieren, um auch rückwärts (fakie, switch) fahren zu können. Es wird ausschließlich mit Softbindungen gefahren. Die neueren Generationen sind hart, um den immensen Belastungen, die bei weiten Sprüngen entstehen, gerecht zu werden und somit die Handhabung bei hohem Tempo zu erleichtern.

### Allround-Board
Ein Allround-Board oder All-Mountain-Board ähnelt stark dem Freeride- und Freestyle-Board. Es hat nur eine andere Konstruktion, die das Gewicht besser auf die Kanten verteilt. Somit wird das Fahren auf der präparierten Piste einfacher und benötigt weniger Kraft als ein Freestyle-Board. Das Board wird nach unten (zu den Kanten hin) etwa drei Millimeter breiter. Der Name Allround-Board kommt davon, weil mit diesem Board von allem etwas gemacht werden kann. Ein solches Board ist optimal für Leute, die noch dabei sind, ihr Spezialgebiet herauszufinden.

### Splitboard
Ein Splitboard wird zum Tourenskilauf verwendet und ist ein in der Länge teilbares Snowboard, bei dem die beiden (oder auch drei oder vier) Teile stabil miteinander verbunden sind. Auseinandergebaut kann man es als Tourenski verwenden. In Bauweise und Form ähneln Splitboards den Freeride-Boards oder sind speziell nur für den Einsatz im Tiefschnee konstruiert (beispielsweise mit einem Flat-Rocker als Vorspannung).

### Jib-Boards
Seit der Saison 2005/2006 gibt es spezielle Boards für Rails. Da sich die Kanten des Snowboards gerne in den Rails „verbeißen“, kann es zu schmerzhaften Verkantungen kommen, zudem brechen die Kanten leicht, wenn man im falschen Winkel auf das Rail trifft. Bei Jib-Boards sind die Kanten leicht hochgezogen, damit man nur auf dem Belag „rutscht“. Jib-Boards werden eher kürzer gefahren als Freestyle-Boards.

### Rocker
Rocker sind Boards, bei denen bauartbedingt die Vorspannung (engl. camber) über eine kürzere Zone wirkt als zwischen den breitesten Stellen des Boards. Vorspannung bedeutet, dass das Board unbelastet nur am Ende (Tail) und mit der Schaufel (Tip) aufliegt, in der Mitte dagegen bis mehrere Zentimeter Abstand zum Boden hat, also insgesamt einen Bogen formt. Beginnt die Aufbiegung nicht erst an der breitesten Stelle, sondern bereits kurz vor der vorderen Bindung, schwimmt die Schaufel auf lockerem oder schwerem Schnee besser auf, das Board verschneidet weniger und lässt sich leichter drehen. Der Nachteil besteht in einer kürzeren effektiven Kante bei Geradeausfahrt und auf ebener, präparierter Piste sowie geringerer Laufruhe bei höheren Geschwindigkeiten. Für Tiefschnee, Halfpipe und Funpark werden auch F(lat)-Rocker ohne bzw. B(ow)-Rocker mit negativer Vorspannung gebaut; des Weiteren gibt es Mischformen, die Camber- und Rocker-Design kombinieren.

### Tandemsnowboard
Das Tandemsnowboard ist ein speziell verstärktes Snowboard (Raceboard oder Freestyle) für zwei Personen, auf dem zwei Paar Bindungen montiert werden können. Die Bindungen befinden sich, wie beim normalen Board, hintereinander, allerdings stellt der Hintermann das vordere Bein zwischen die Beine des Vordermanns. Um eine sichere und stabile Fahrweise zu ermöglichen, legt der Hintermann seine Arme meist um die Taille des Vordermanns. Hauptsächlich wird dieses Board bei Promotionzwecken und Behindertenfahrten eingesetzt, damit auch Nicht-Snowboarder eine außergewöhnliche Fahrt auf dem Schnee erfahren können. Zudem werden Tandemsnowboards manchmal in Skischulen benutzt, da der Lehrer seinem Schüler auf diese Weise das Fahrgefühl, aber auch grundlegende Techniken, vermitteln kann. Natürlich wird das Tandemsnowboard auch oft von jungen Pärchen gefahren, die so einer unterhaltsamen und trotzdem anspruchsvollen sportlichen Tätigkeit mit viel Körperkontakt nachgehen können.

## Bindungstypen

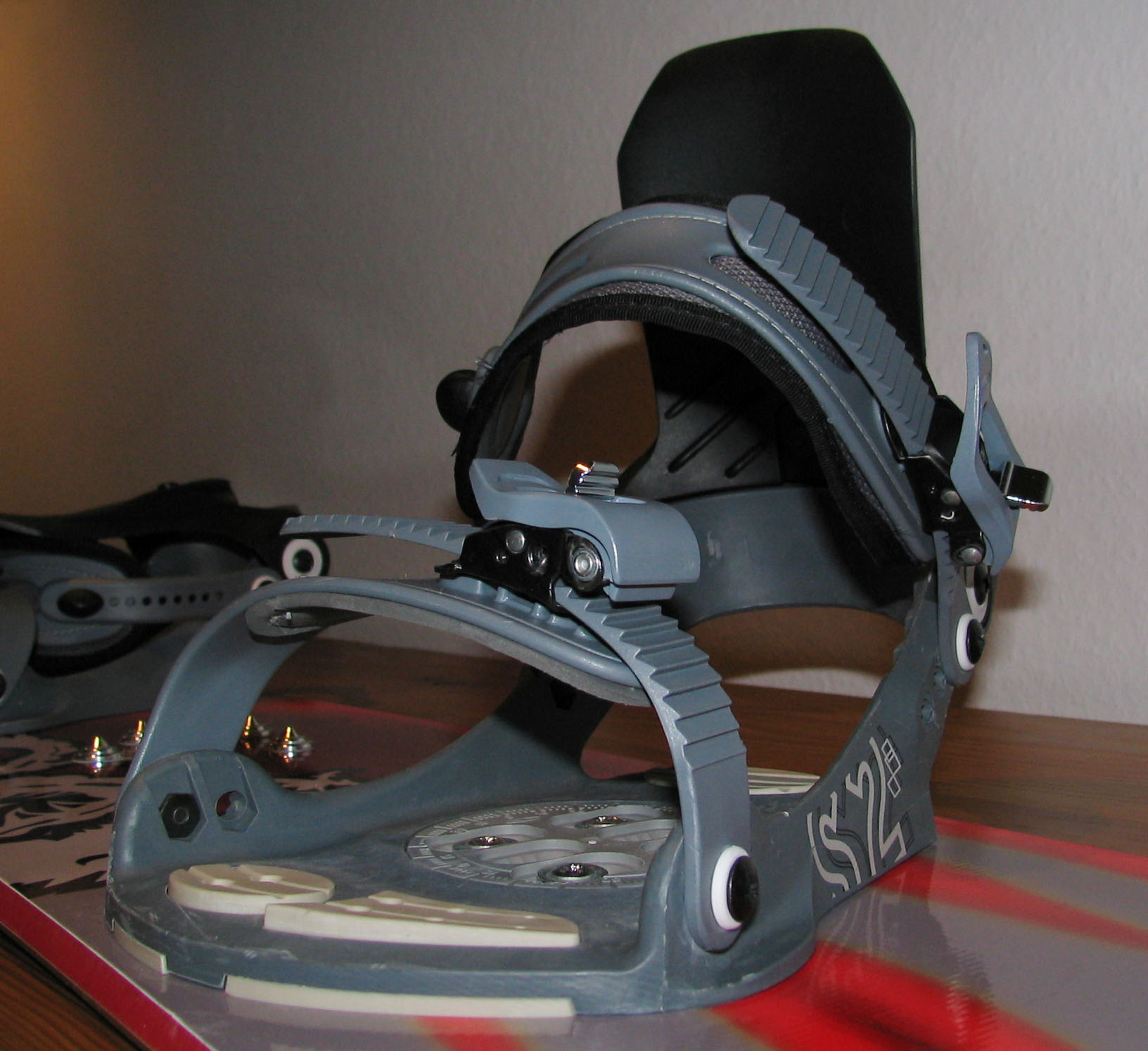
Softbindung

Die Snowboard-Bindung verbindet die Snowboardschuhe des Snowboarders fest mit dem Snowboard. Es wird zwischen unterschiedlichen Bindungstypen unterschieden.
Eine Plattenbindung fixiert einen Hardboot an Spitze und Ferse mithilfe von Metallbügeln, meist ist der vordere Bügel klappbar. Eine Plattenbindung bietet eine sehr direkte Kraftübertragung. Sie kommt vor allem bei Alpin- und Raceboards zum Einsatz. Die Softbindung dagegen fixiert einen Softboot mit zwei Ratschenbändern über dem Rist und den Zehen. Sie ist die am weitesten verbreitete Bindungsart. Die Flow-Bindung ist eine spezielle Bindung für Softboots, die der normalen Softbindung zwar ähnlich ist, im Gegensatz zu dieser jedoch keine Ratschen im herkömmlichen Sinne mehr verwendet. Um in die Bindung einzusteigen, lässt sich das Highback mithilfe eines kleinen Hebels herunterklappen. Der vierte Bindungstyp ist die Step-In-Bindung. Sie verwendet einen Mechanismus, der es ermöglicht, im Stehen in die Bindung einzurasten.

## Boots

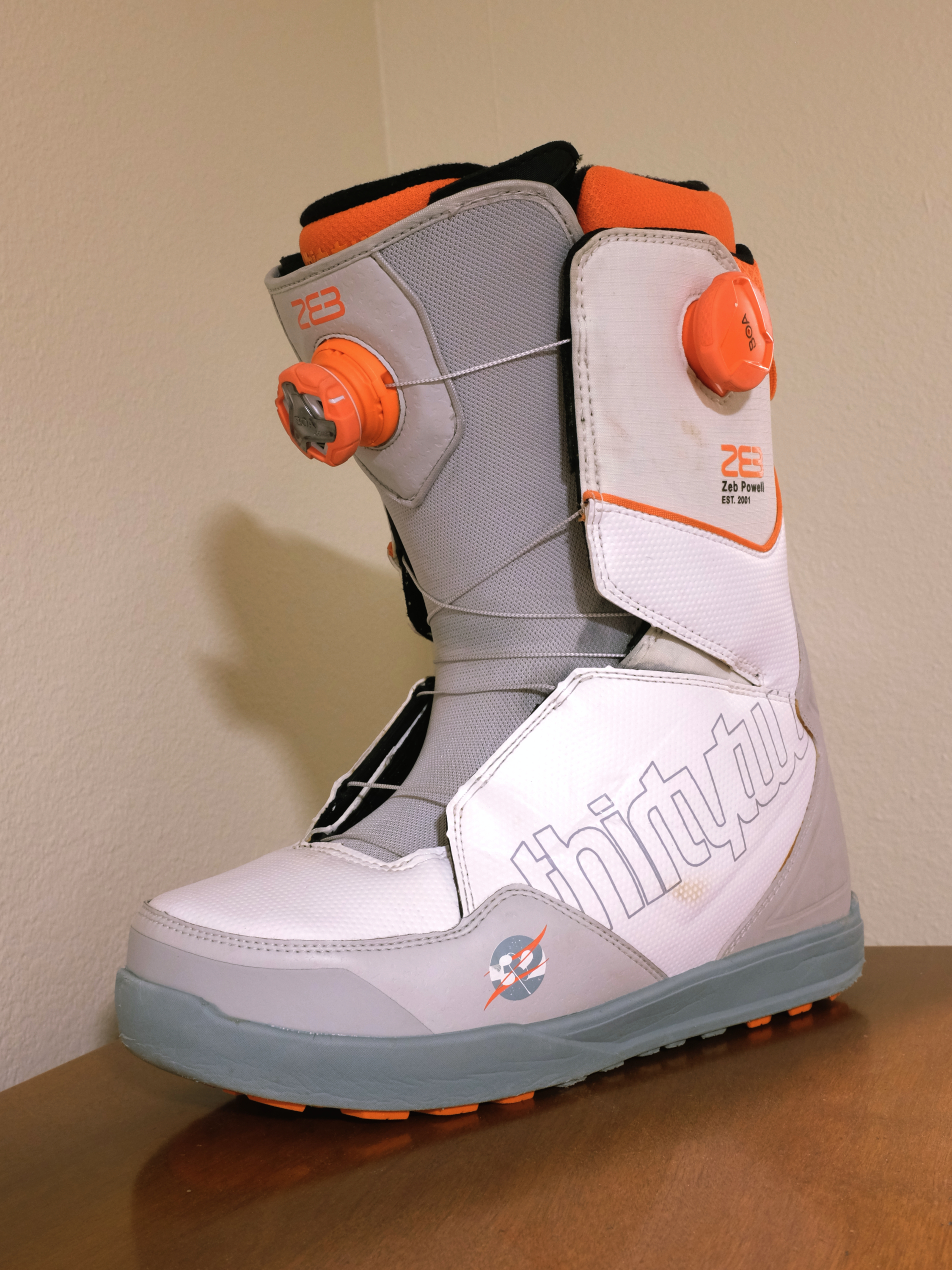
Softboot

Als Boots (auch: Snowboardschuhe) wird das Schuhwerk zum Snowboarden bezeichnet. Es wird zwischen Softboots und Hardboots unterschieden.
Hardboots sind den normalen Skischuhen recht ähnlich, sie sind wie diese Hartschalenschuhe, die aus Plastik gegossen werden. Softboots bieten in der Regel einen etwas höheren Tragekomfort als Hardboots, jedoch erfolgt die Kraftübertragung, beispielsweise beim Kurvenfahren, indirekter. Mit ihnen fällt das Laufen deutlich leichter. Heute sind sie die verbreitetere Schuhform.

## Verbände
Ursprünglich brauchte der Sport keinen Verband, da ihn zu wenige ausübten. Erst 1985, als die Anhängerzahl bereits so groß war, dass auch internationale Wettkämpfe durchgeführt werden konnten, war eine zentrale Organisation notwendig. 1989 wurde die International Snowboarding Association gegründet, die allerdings ein Jahr später von der International Snowboarding Federation als weltweit zentrales Organ abgelöst wurde. Sie vertrat von nun an die Interessen der Fahrer und ihrer regionalen beziehungsweise nationalen Verbände und veranstaltete offizielle Weltmeisterschaften.
Die Diskussion um die Einführung von Snowboarden als olympische Disziplin weckte 1994 auch das Interesse der FIS, die den Sport 1995 in ihr Programm aufnahm und ein Jahr später die ersten Meisterschaften durchführte. Vor allem die Tatsache, dass das Internationale Olympische Komitee der FIS die Veranstaltung der olympischen Bewerbe zusprach, sorgte für einen wachsenden Streit zwischen der ISF und der FIS. Kern der Differenzen war die Tatsache, dass man FIS-Bewerbe bestreiten musste, um sich für die Olympischen Winterspiele zu qualifizieren und sich besonders die Fahrer von der ISF und ihren Regeln unzureichend vertreten fühlte. Durch den wachsenden neuen Machtpol wurde die ISF immer weiter verdrängt und musste schlussendlich 2002 Konkurs anmelden, woraufhin die FIS alle ihre Bewerbe übernahm.
Weil aber nicht alle Fahrer von einem Skiverband vertreten werden wollten, entstand noch im selben Jahr die Ticket to Ride World Snowboard Tour (TTR). Sie wird von den Athleten und der Industrie getragen und genießt unter den Fahrern ein hohes Ansehen. Auf ausgewählten Contests kann man sich als Gewinner ein „Ticket to Ride“ sichern (so entstand auch der Name der Tour), das zur Teilnahme an der Tour beziehungsweise Meisterschaft berechtigt. Seit der Saison 2005/2006 besteht die TTR als World Series weiter, bei der die Fahrer Punkte an den verschiedenen Events sammeln können. Die Wichtigkeit der Contests wird durch das sogenannte Stern-System angegeben (1–6 Star-Events). Je nach Klassierung und Wichtigkeit des Events, werden Punkte vergeben. Der erste Gesamtsieger der TTR war der Franzose Mathieu Crepel.
Als Alternative zur ISF wurde am 10. August 2002 in München auch die World Snowboarding Federation (WSF) von Vertretern aus 14 Nationen gegründet. Heute arbeitet sie eng mit der TTR zusammen und führt die offizielle Wertung der Fahrer (nicht zu verwechseln mit der FIS-Rangliste).
Ebenfalls 2002 wurde in Stuttgart der Snowboard Verband Deutschland (SVD) gegründet, der sich nach dem wirtschaftlichen Bankrott der GSA aus Vertretern der GSA und dem Deutschen Skiverband gebildet hat. Der SVD zeichnet heute für die deutschen Belange des Snowboardsports verantwortlich. Dazu gehört insbesondere die deutsche Nationalmannschaft.

## Wettbewerbe

### Allgemein
Nachdem bereits 1981 erste Snowboardrennen stattfanden, wurden 1985 erstmals Weltmeisterschaften veranstaltet. Nachdem 1990 die ISF gegründet wurde, veranstaltete sie zunächst ausschließlich Welt- und Europameisterschaften. 1996 beschloss die FIS die Durchführung eines Weltcups und hielt ebenfalls Weltmeisterschaften ab, jedoch wurden diese Rennen von den Fahrern der ISF zunächst boykottiert. Nachdem das IOC die Qualifikationswettkämpfe für die Olympischen Winterspiele 1998, an denen Snowboarden erstmals olympisch war, der FIS übertrug, wechselten viele Fahrer und Fahrerinnen den Verband. Prominenteste Ausnahme war der damals weltbeste Halfpipefahrer Terje Håkonsen (siehe: Snowboard bei den Olympischen Spielen). Nach der Insolvenz der ISF im Sommer 2002 existierte vorübergehend nur der FIS-Snowboard-Weltcup als internationale Rennserie.
Es gibt mittlerweile eine neue Wettkampfserie, die Burton Global Open Championships. Diese internationale Serie von Snowboard-Events wird in fünf Ländern zu verschiedenen Terminen ausgetragen und kann mit insgesamt über 700.000 US-Dollar an Preisgeldern aufwarten. 1997 integrierten die X Games in den USA erstmals Snowboarden in ihr Programm und legten damit die Basis für einen der wichtigsten Wettbewerbe im Snowboardsport.
Im Winter 2002/03 schlossen sich verschiedene unabhängige Wettkämpfe zur Ticket to Ride World Snowboard Tour (TTR) zusammen. Aus dieser von der Snowboardindustrie und unabhängigen Veranstaltern organisierten Wettkampfserie entstand vor der Saison 2005/06 die TTR-World-Snowboard-Tour. Erstmals führte TTR eine Weltrangliste und veranstaltete auch eine Wettkampftour für Frauen. Die TTR-Wettkämpfe genießen bei Snowboardern im Gegensatz zum FIS-Weltcup ein hohes Ansehen. Viele der Spitzenathleten nehmen am Weltcup nur teil, um sich für Olympische Spiele zu qualifizieren.
Im Jahr 2010 näherte sich die TTR wieder der FIS an um einen gemeinsamen Qualifikationsmodus für die kommenden Olympischen Spiele zu verhandeln. Grund dafür war der Beschluss des IOC, das Rahmenprogramm mit Slopestyle zu erweitern. Diese Disziplin führte die TTR bereits über Jahre aus und hatte entsprechende Erfahrung damit. Dennoch lehnte das IOC den Vorschlag ab und übertrug die Qualifikationszuständigkeit der FIS, welche nur sehr geringe Erfahrung in der Disziplin hatte.

### Veranstaltungen
1982 wurden in Vermont (USA) die ersten National Snowboarding Championships at Suicide Six von Paul Graves veranstaltet, die heute Burton US Open heißen und das Finale der TTR-Tour bilden. 1994 fand in Innsbruck der erste Air & Style Contest statt; dieser legte den Grundstein für Großveranstaltungen und ist heute ein so genannter TTR-6-Sterne-Event, die Königsklasse der TTR-Veranstaltungen. Fokus ist vor allem der Straight Jump (Big Air) und mittlerweile auch Slopestyle.
1999 fand erstmals in Tokio (Japan) die X-Trail Jam statt und gab dem Sport einen weiteren Höhepunkt. Bei der Straight Jump- (Big Air) beziehungsweise Quarterpipe- und Slopestyle-Veranstaltung, die übrigens innerhalb einer großen Halle stattfindet, wurde 2005 mit 75.000 Zuschauern ein neuer Rekord erzielt. Der Sport genießt in Japan eine außergewöhnliche Popularität. Ebenso startete in diesem Jahr in Laax (Schweiz) die ersten Burton-European-Open-Bewerbe (Slopestyle, Halfpipe), die heute ebenso wie die X-Trail Jam ein 6-Sterne-TTR-Wettkampf ist.
In Davos (Schweiz) wurde 2000 der erste O’Neill-Evolution-Contest durchgeführt, der sich vor allem auf Halfpipe und Quarterpipe, wie auch Slopestyle konzentriert. 2002 fand die erste Arctic Challenge in Midstuen (Norwegen) statt, die vor allem die Quarterpipe im Mittelpunkt hat. Die Veranstaltung gilt als weitere Kampfansage gegenüber FIS-Bewerben und wird von Ex-ISF-Fahrer und bekennender Olympiagegner Terje Håkonsen koordiniert. 
Seit 1998 ist Snowboarden eine olympische Disziplin und wird derzeit mit Halfpipe, Big Air, Slopestyle, Boardercross (Einzel- und Teamwertung) und Parallel-Riesenslalom durchgeführt. Die relativ neue Disziplin Knuckle Huck, gibt es derzeit nur bei den X-Games.

## Medizinische Aspekte
Wie andere Wintersportarten auch ist Snowboardfahren mit einem gewissen Risiko verbunden. Die Verletzungsquote entspricht etwa vier bis sechs Verletzungen pro 1000 Personen pro Tag und ist damit etwa doppelt so hoch wie die von Skifahrern.
Verletzungen treten bei Anfängern häufiger auf – vor allem wenn sie keine umfangreiche Einführungsschulung erhalten haben. Ein Viertel aller Verletzungen entfällt auf Neulinge und die Hälfte auf Anfänger mit weniger als einem Jahr Erfahrung. Erfahrene Snowboardfahrer haben ein geringeres Verletzungsrisiko, allerdings fallen die auftretenden Verletzungen meist schwerwiegender aus.
Zwei Drittel aller Verletzungen betreffen den Oberkörper und ein Drittel den Unterkörper. Während sich das Verletzungsrisiko beim Skifahren heute auf die Bereiche Kniebänder, Unterschenkel und Kopf konzentriert, betreffen die Stürze beim Snowboarden am häufigsten Handwurzelgelenke, Steißbein, Schulter, Fußknöchel und Meniskus/Vorderes Kreuzband (das Knie ist jedoch beim Skifahren stärker gefährdet). Bei Freestyle-Fahrern ist zudem das Verletzungsrisiko für die Knie und das Genick sehr hoch. Ein bestimmter Knochenbruch des Sprungbeins ist für das Snowboarden so typisch, dass ihm die Bezeichnung Snowboarder’s Ankle gegeben wurde.
Am häufigsten von Verletzungen betroffen sind die Handgelenke – 40 % aller Snowboardverletzungen sind Brüche des Handgelenks. Dies bedeutet etwa 100,000 Handgelenksbrüche bei Snowboardern weltweit pro Jahr. Daher ist das Tragen von Schutzvorrichtungen für das Handgelenk – entweder separat oder bereits im Handschuh integriert – sehr zu empfehlen. Bei einigen Anfängerkursen sind sie mittlerweile Pflicht und reduzieren die Wahrscheinlichkeit eines Handgelenkbruchs um die Hälfte. Eine weitere Möglichkeit, Handgelenksverletzungen zu vermeiden, stellen bestimmte Falltechniken dar, die bereits zu Beginn des Erlernens (zum Beispiel im Rahmen eines Kurses) eingeübt werden können. So sollte man den Sturz auf die Frontside möglichst nicht mit den Händen abfedern, sondern mit den Unterarmen, Stürze auf die Backside
über das Gesäß (wiederum ohne Zuhilfenahme der Hände). Zudem sollte man noch in der Sturzphase den Körperschwerpunkt nach unten verlagern (in die Hocke gehen), um die Fallhöhe zu reduzieren.
Das Risiko von Kopfverletzungen ist bei Snowboardfahrern etwa viermal höher als bei Skifahrern. Kopfverletzungen sind meist die Folge von Zusammenstößen oder von Fallen auf den Rücken. Letzteres kann durch die Wucht, mit der der Kopf nach hinten geschleudert wird, zu starken Verletzungen des Hinterkopfes führen. Aus diesem Grund sind Helme dringend zu empfehlen. Snowboardbindungen sind in aller Regel – anders als Skibindungen – so konzipiert, dass sie sich im Falle eines Sturzes nicht öffnen. Durch diese Fixierung ist das Risiko von Knieverletzungen (15 %) im Vergleich zu Skifahrern (45 %) deutlich niedriger. In der Anfangszeit des Snowboardings als Breitensport wurde von einigen Herstellern mit Auslösebindungen experimentiert, dies stellte sich jedoch als unpraktikabel heraus, unter anderem weil bei Auslösung nur einer Bindung erhöhte Gefahr für das noch fixierte andere Bein besteht.
Fast jede zehnte Snowboardverletzung tritt beim Warten in der Liftschlange oder beim Ein- und Aussteigen aus dem Lift auf. Snowboardfahrer schieben sich mit dem freien Fuß vorwärts, während der andere Fuß (meist der Vorderfuß) weiterhin in der Bindung steckt. Der auftretende Winkel von 45–90 Grad übt eine starke Drehkraft auf das Bein aus und kann bei Sturz zu Knieverletzungen (vor allem Kreuzbandrissen) führen. Gegeneinander drehbare Bindungsplatten zwischen Snowboard und Bindung heben diese Drehkräfte auf. Sie ermöglichen dem Snowboardfahrer den Fuß in Laufrichtung zu drehen, ohne den Schuh aus der Bindung zu nehmen.

## Verwandte Sportgeräte
Einige Wintersportgeräte weisen Verwandtschaften zu Snowboards auf, werden aber meist nicht direkt zu diesen gezählt:

### Swingbo
Mitte der 1980er Jahre kam das Swingbo auf den Markt. Das Swingbosurfen wurde vor allem in Deutschland und Österreich in den folgenden 1980er Jahren als die kommende Kultsportart praktiziert, für die auch Meisterschaften stattfanden. Durchsetzen konnte sich das Surfen mit dem Swingbo nicht, da konstruktionsbedingt das Fahren mit dem Swingbo bei höheren Geschwindigkeiten nicht einfach war. Auch waren die Einsatzmöglichkeiten im Gegensatz zu den technisch immer weiter entwickelten Snowboards eingeschränkt.
Entwickelt und produziert wurde das Sportgerät von der Firma Swingbo International, die mehrere technischen Neuheiten in dem Board vereinte und die Patentrechte hielt. Die Generalvertretung in Österreich hatte die Sail & Surf in Bad Ischl, vermarktet auch unter der Bezeichnung Alpin-Surf-Board. Gleichlautend als Sportart Alpin-Surfen wurde vom Kapruner „Ski Guide“ Eduard „Eddy“ Gruber eine Alpin-Surf-Schule installiert und von ihm im November 1985 ein Swingbo-alpin-surf-Lehrplan herausgegeben.
Das Swingbo besteht aus zwei kurzen, sehr stark taillierten Skiern mit Finne mit einer Länge von 1250 mm, die Breite über beide beträgt 285 mm. Über zwei spezielle Gelenke sind die sogenannten Spezialgleiter mit einem Standbrett verbunden, das mit einem rutschfesten Gumminoppenbelag beschichtet ist. Zur Verbindung der Füße mit dem Board dienen zwei Fußschlaufen, wobei die hintere im 90-Grad- und die vordere im 45-Grad-Winkel zur Fahrrichtung angebracht ist. Über entsprechende Gewindelöcher lassen sie sich für Links- oder Rechtsaufstieg montieren. Über Laschen und Arretierungsnoppen lassen sich die Schlaufen an die Schuhgröße anpassen, spezielle Schuhe sind nicht erforderlich. Im Sicherheitsfall löst sich die Schlaufenverbindung bei Auftreten zu hoher Zugkräfte von selbst. Bei geringeren Geschwindigkeiten kann auch ohne die Fußschlaufen gefahren werden.
Die Mechanik der zwei hintereinander angebrachten Gelenke überträgt über jeweils fünf in einem Kunststoffkörper eingebauten Zahnräder die Bewegungsübertragung. Die obenliegenden Zahnräder sind über ihre Achsen mit dem Board, die untenliegenden mit den beiden Gleitern verbunden. Zwischen diesen befindet sich jeweils noch ein weiteres Zahnrad zur richtigen Auslenkung. Die Richtungsänderungen erfolgen, ähnlich wie beim Skateboard, durch Gewichtsverlagerung. Unterstützt wird dies von der Taillierung der Gleiter, die über die Stahlkanten in die Kurven einlenken. Über ein längliches, von circa der Mitte nach hinten ragendes sogenanntes „Bremspedal“, das beim Stehen auf dem Board niedergedrückt wird, werden an der Unterseite zwei Bremsschenkel nach oben gezogen, die im Ruhezustand in Vor- und Rückwärtsrichtung das unkontrollierte Wegrutschen des Swingbo verhindern. Als weitere mögliche Sicherung dient zur Befestigung eines Fangriemens ein Loch am hinteren Teil des Boards.
In einer Reportage im Juli 1986 in der Tageszeitung Kurier über die erstmalige Abfahrt vom Großglockner mit Snowboards, Mono-Ski und Swingbos (ausführlich siehe oben, Abschnitt „Erstabfahrt vom Großglockner“) wurde Eddy Gruber zitiert mit: „Den Swingbos sind sie [die Snowboards] im Tiefschnee überlegen.“ Dies, da sie mit 1,25 Meter Länge einfach zu kurz seien und es deshalb nicht gelingt, den Kantendruck wie bei Skiern auf die Piste zu bringen. Deshalb neige das Swingbo leicht zum Übersteuern. Weiter wurde berichtet, dass Eddy Gruber für die Wintersaison 1986/87 an einer zweiten Generation arbeitete: „Die neuen werden länger sein und eine verbesserte Steuermechanik haben.“
Mit dem Fuzzy-Surfer war ein technisch ausgereiftes Nachfolgeprodukt auf dem Markt. Ob es sich dabei um Grubers Weiterentwicklung gehandelt hat, ist nicht überliefert. Letztlich verschwanden die Swingbos auf Grund von Patent- und Vertriebsstreitigkeiten wieder.

### Snow-Skate
Snowskates oder Winterskates sind eine Art Skateboard ohne Rollen und besitzen keine Bindung. Anstatt der Rollen befindet sich ein Ski in der Länge des Snowskates, der vorne und hinten aufgebogen ist. Dies ermöglicht Tricks, bei denen man rückwärts fährt, oder sich das Board dreht. Sie funktionieren ähnlich wie ein Skateboard, sprich das Snowskate (nicht alle) besitzen auch ein Griptape (raue Fläche), um Tricks wie Ollies auszuüben. Es gibt jedoch auch Snowskates ohne „Ski“ auf dem Deck, diese Snowskateboards ermöglichen sichere Landungen. Sie sind jedoch meist um einiges teurer.

### Skowboard
Das Skowboard ist ein weniger ein Sportartikel als ein Phänomen in Wintern mit viel Schnee. Dann werden vor allem von Kindern und Jugendlichen öfter Skateboards mit abmontierten Rollen benutzt, um kleine Hügel, Parkours oder vorbereitete Strecken hinunterzufahren. Der Name ist eine Kombination aus den Wörtern Snowboard und Skateboard.

### Skwal
Ein Skwal ist zwischen Ski und Snowboard angesiedelt. Er besteht aus einem einzelnen, sehr breiten Ski, auf dem die Bindungen hintereinander in Fahrtrichtung angebracht sind. Sie ähneln daher auch einem extremen Raceboard. Skwals werden vor allem von Anfängern, oft aber auch von Experten mit Skistöcken gefahren. Skwals wurden 1989 in Frankreich erfunden und erfreuen sich dort seither auch einer konstanten Beliebtheit, sind in den übrigen Alpenregionen jedoch wenig verbreitet. Skwals erlauben extreme Schräglagen beim Carven, benötigen hierfür jedoch gut präparierte Pisten und sind nicht leicht zu erlernen.

### Snowkite-Boards
Snowkiteboards haben einen etwas größeren Kantenradius von ca. 14 bis über 20 Meter und ein Twin-Tip Shape (um in beide Richtungen fahren zu können). Dazu hält der Fahrer einen Kiteschirm in der Hand, bzw. hängt eingeharkt am Trapez, um sich lange, oft ebene Strecken, vorwärts ziehen zu lassen. Durch ihre größere Breite von ca. 26–32 cm, können Snowkiteboards auch gut im Tiefschnee gefahren werden.

### Surfskate
Surfskates gehören nicht zu den Wintersportgeräten, ermöglichen aber das Trainieren des Snowboardfahrens in der schneearmen Zeit. Dafür ursprünglich für den Surfsport erfunden, kommen Surfskates vor allem bei Bergabfahrten dem Bewegungsablauf beim Snowboardfahren sehr nahe.